# Histoire des transports en commun de Rennes
Pour un article plus général, voir Transports à Rennes.

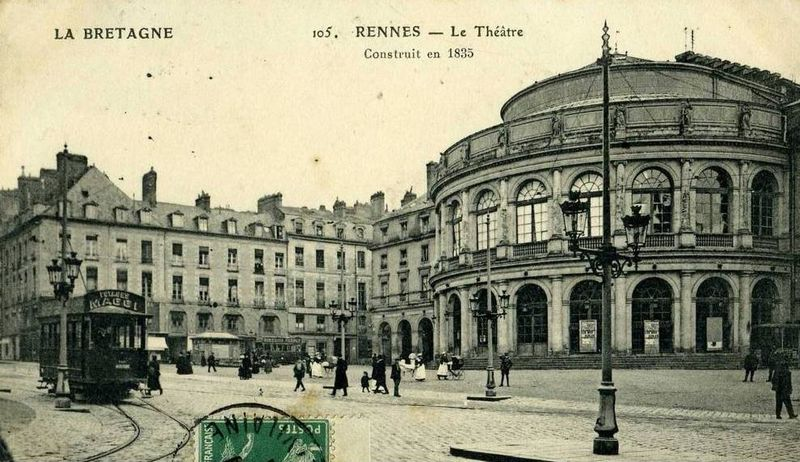
Du tramway de Rennes…

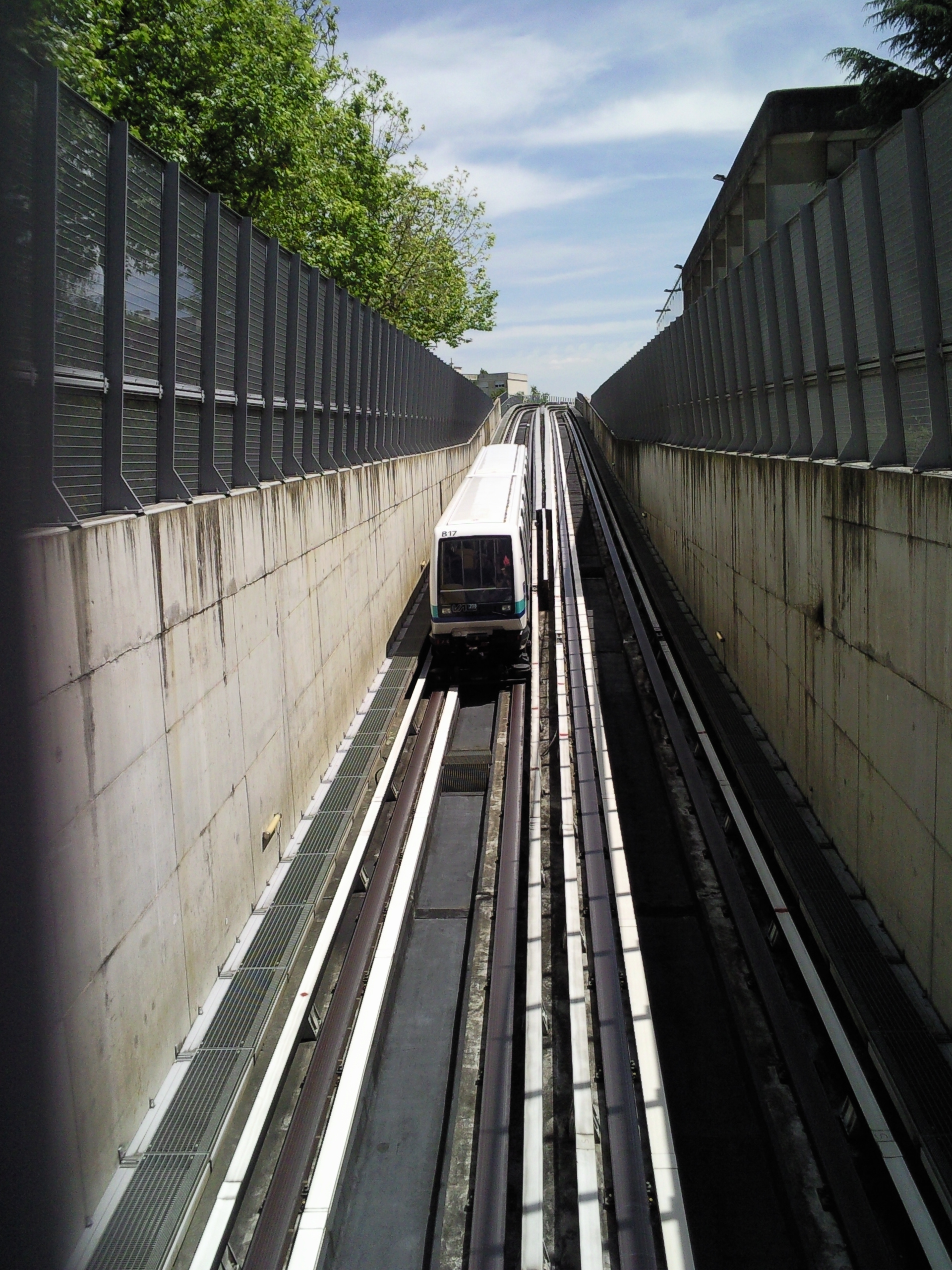
…au métro de Rennes.

Les transports en commun rennais ont une histoire assez classique : après l'avènement des réseaux ferrés, les bus et les aménagements pour voitures (grands boulevards et rocade) ont suivi l'évolution de la ville, jusqu'à la mise en place d'une solution de transport en site propre (le métro). À noter cependant la mise en place à partir de 1998 d'un réseau de vélos à louer, géré informatiquement, le Vélo à la carte, qui constitua une innovation pour l'époque.

## Avant la révolution industrielle
En 1788, Rennes est reliée à Versailles tous les jours, « par caroſſe et fourgon ».

## Les débuts: le chemin de fer sous toutes ses formes

### La gare de Rennes
Sa création remonte à 1857 par la Compagnie de l'Ouest, l'inauguration ayant lieu les 26, 27 et 28 avril 1857 en présence de Napoléon III. Excentrée par rapport au centre-ville, elle est située un kilomètres au sud de celui-ci, en pleine campagne, ce qui laisse sceptique les rennais. L'aménagement de l'avenue de la gare (avenue janvier), permet la liaison avec le reste de la ville, jusqu'alors limité au boulevard de la Liberté. Un service d'omnibus (voitures à louer) est alors mis en place.

### Les TIV

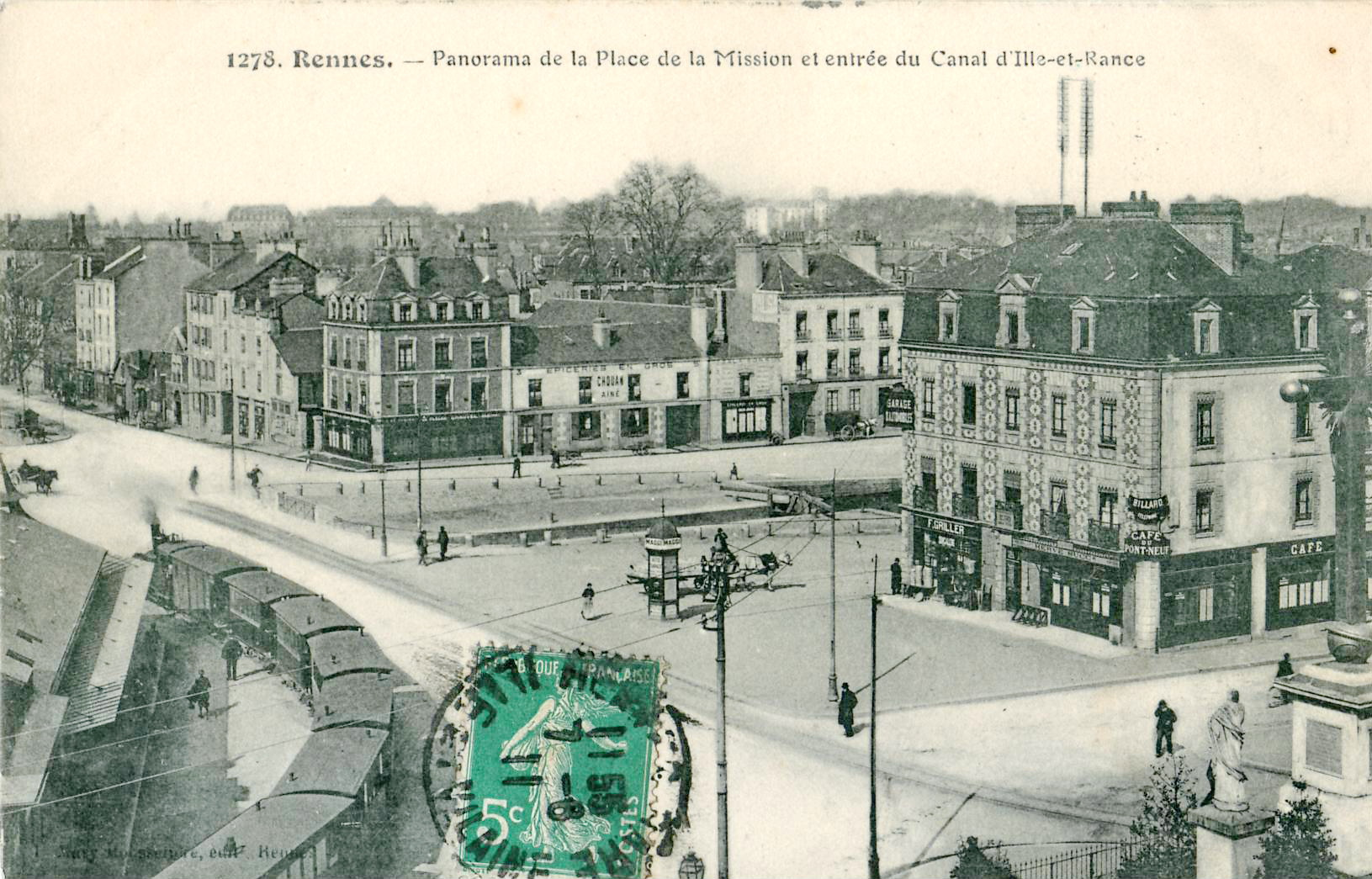
La gare de la Croix-de-Mission à Rennes

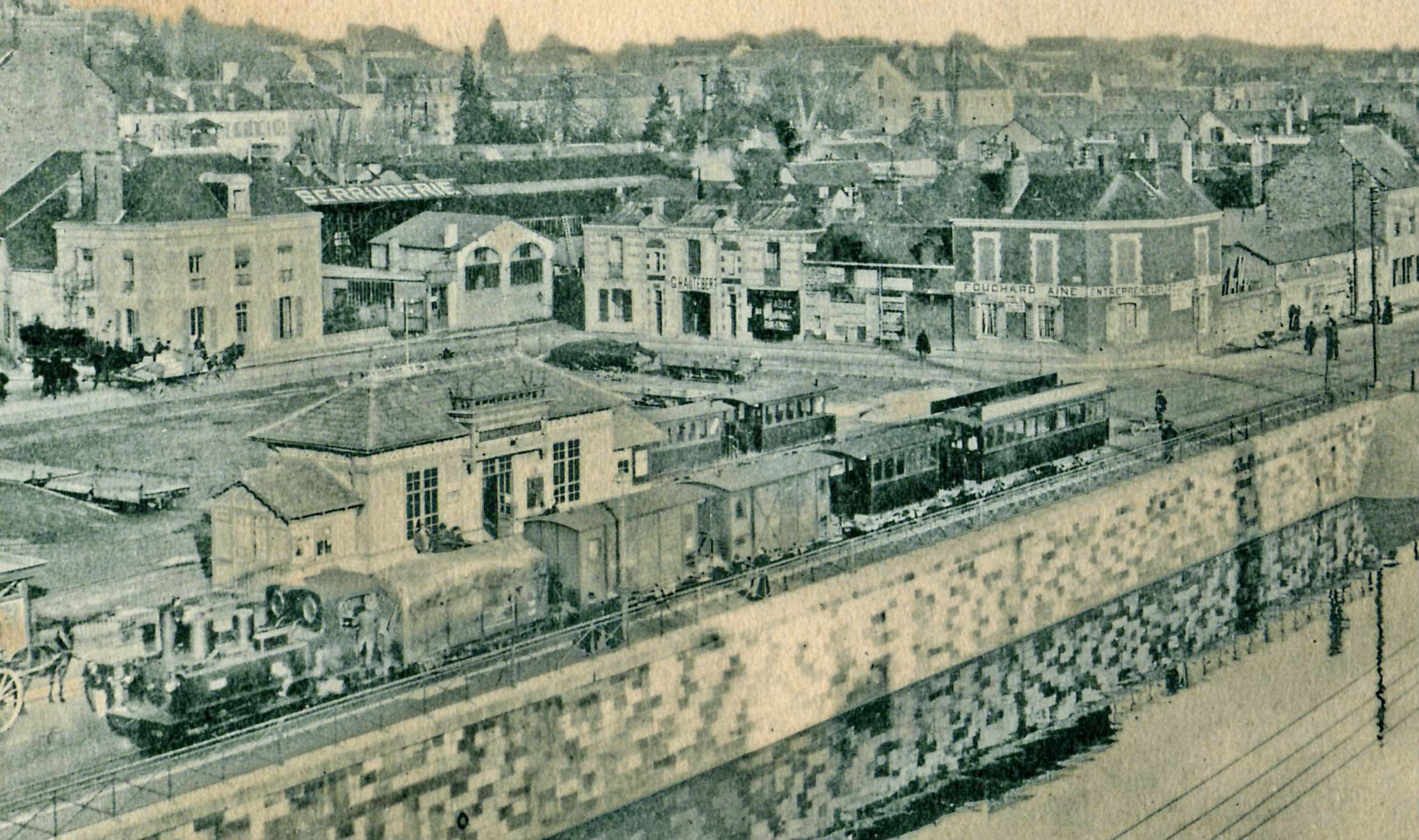
La gare de Rennes-Viarmes, tout au début du XX
Noter le train mixte des TIV, tracté par une locomotive-tender, composé de trois wagons et deux voitures

La mise en exploitation des Tramways d'Ille et Vilaine en 1894 apportait déjà un minimum de service : bien qu'acteurs à l'échelle départementale, les TIV ont plusieurs haltes et gares présents dans Rennes, offrant jusqu'en 1950 un service complémentaire de transports urbains.
Les principales gares étaient la Croix-de-Mission, Saint-Cyr (sur le site actuel des Chèques Postaux), Viarmes (actuellement un des sites de l'Académie de Rennes) et La Touche (logements sociaux actuellement). Ce dernier site abritait également les ateliers et le dépôt des locomotives.
Il ne reste aujourd'hui presque aucune trace de l'ancien réseau TIV. Un bâtiment voyageurs à l'est du Mail François Mitterrand, masqué par une aubette, a été démoli en mai 2009. À Chantepie, des rails ont été posés en 2008pour le souvenir.

### Le tramway de Rennes

Tracé du réseau de tramway de Rennes en 1916, à son apogée.

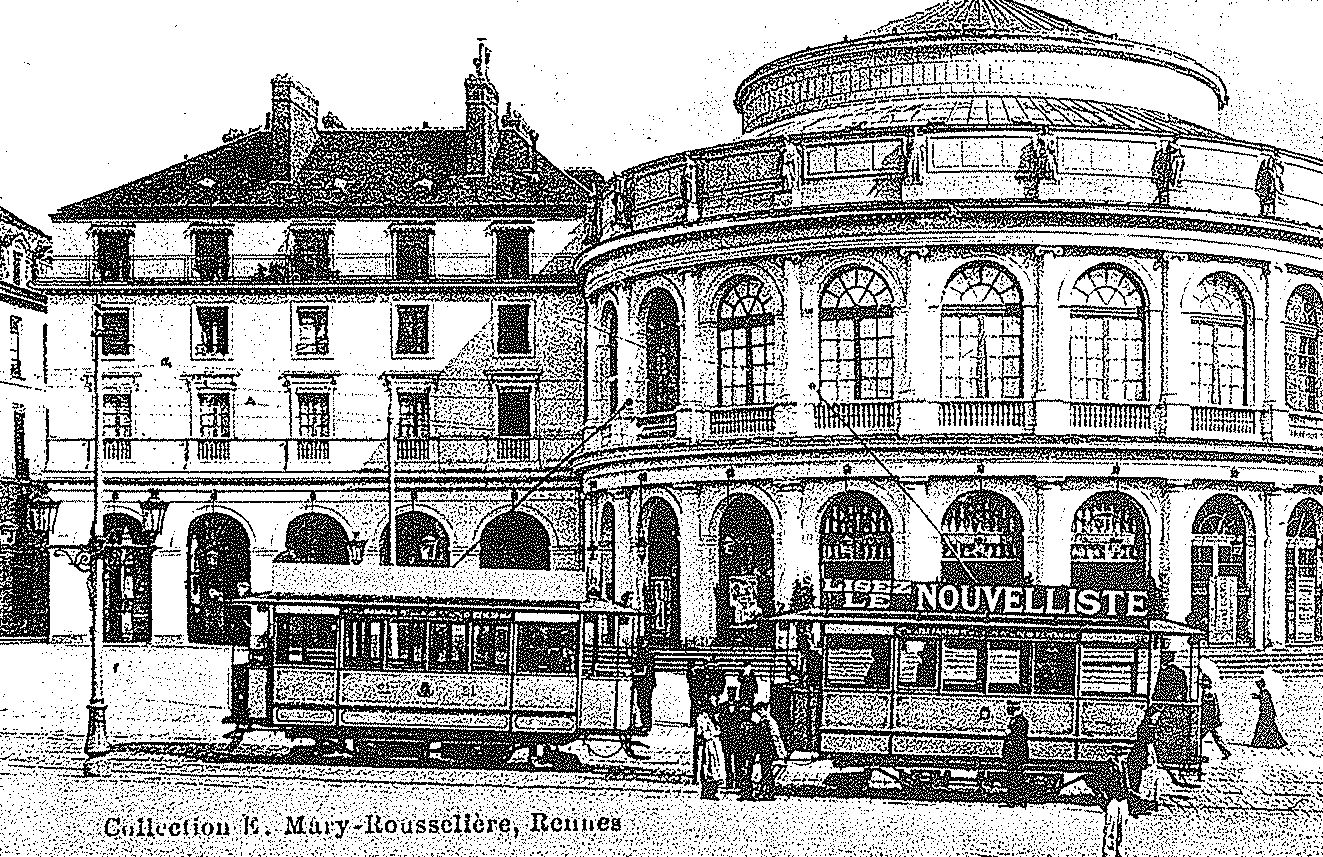
Tramways rennais devant l'Opéra de Rennes.

L'histoire des transports en commun rennais débute avec le tramway de Rennes à voie métrique, exploité entre 1897 et 1952 par la Compagnie de l'Ouest Électrique sous le nom de Tramways Électriques Rennais (TER). Il s'agit d'un réseau rayonnant autour de la place de la mairie, où la majorité des correspondances se font. La première ligne interurbaine est mise en place en 1907 vers Cesson-Sévigné. En 1952, victimes de leur âge, les trams arrêtent leur service pour laisser place aux bus, qui les complétaient déjà.

## Modernisation des transports en commun avant guerre

### L'arrivée du service de bus

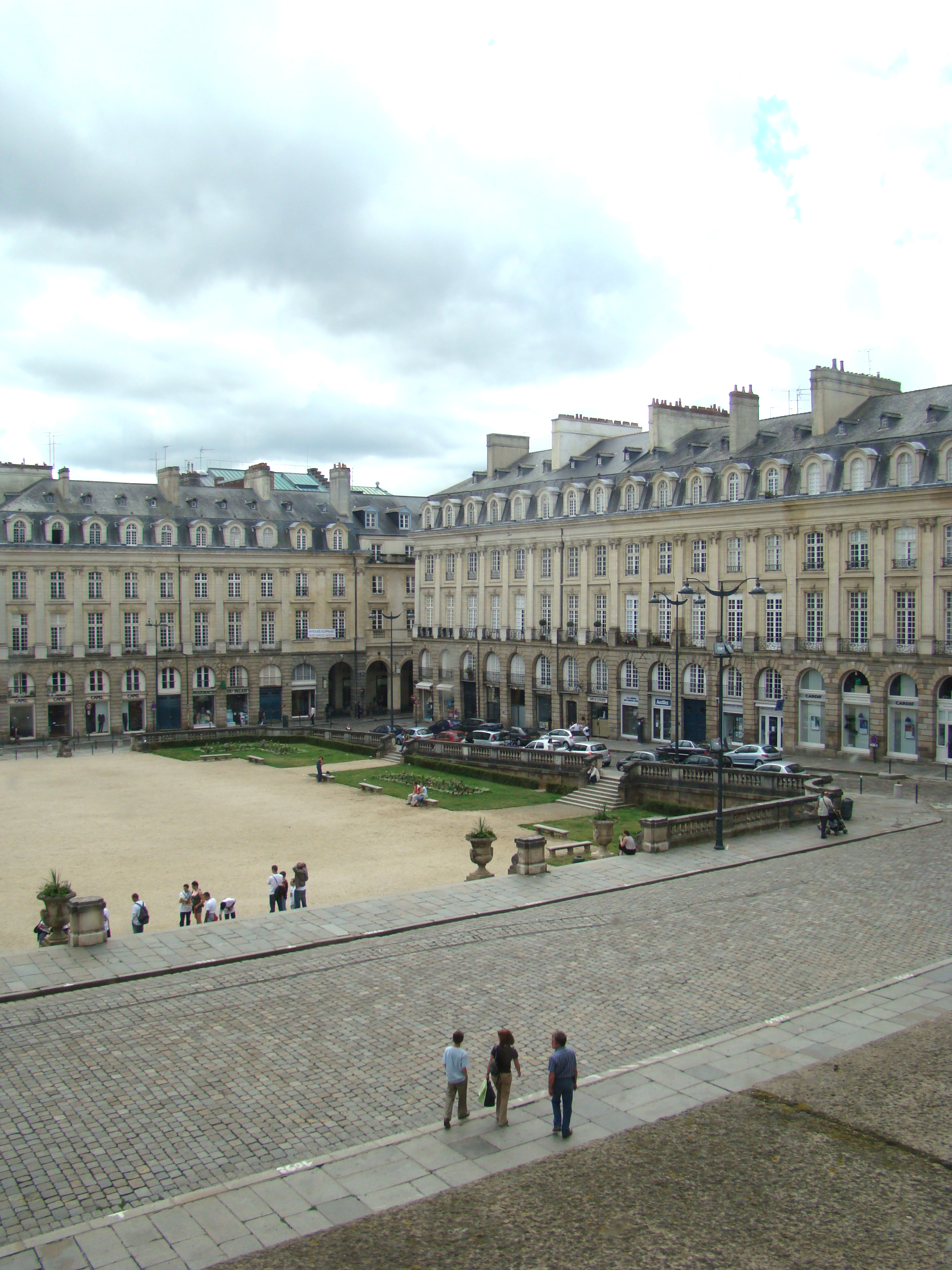
Vestiges de voies ferrées du tram dans les pavés de la place du Parlement

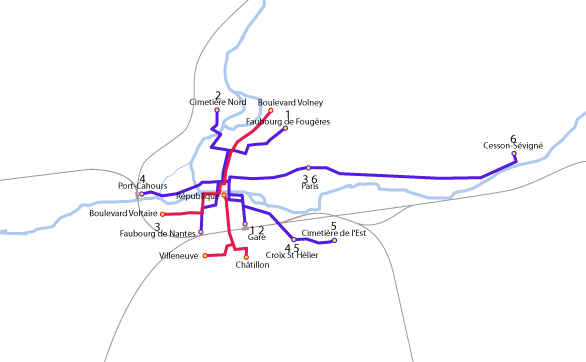
Apparition des premières lignes de bus en 1933, en complément du tram.

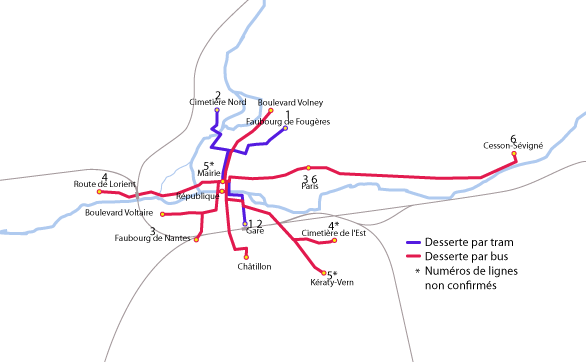
Les dernières lignes de tram, à la fin des circulations en 1952.

En 1933, la COE met en place un réseau d'autobus complémentaire au tramway. Un nouveau centre pour le réseau est choisie par la COE et la municipalité : la place de la République. Des bus Citroën C6G1 et Latil, à gazogène, sont mis progressivement en service,. Les premiers oblitérateurs automatiques font leur apparition à la fois dans le bus et les trams.
Les trois lignes créées en 1933 :
- République - Châtillon ;
- République - Villeneuve (ancien Octroi de Nantes) ;
- Boulevard Volney - Boulevard Voltaire (usine à gaz).

Le 15 mai 1939, le conseil municipal demande le remplacement des trams par des bus. Ce projet sera retardé par la guerre, et le dernier tram circule en 1952. En 1946, l'idée de mettre en place des trolleybus à l'instar du réseau du Mans opéré lui aussi par la COE est évoquée.
Plusieurs vestiges de ces réseaux ferrés sont encore visibles à Rennes, notamment place du Parlement de Bretagne et rue de la Monnaie pour le tram.

### Construction de l'aéroport de Rennes
L'aéroport de Rennes - Saint-Jacques est construit à partir de 1931 et inauguré en 28 juillet 1933 en présence du ministre de l'air, Pierre Cot. L'aéroport sera bombardé durant la guerre. Une nouvelle aérogare sera inaugurée en 1953, démolie et reconstruite en 1973.

## Un réseau uniquement bus

### Les Transports urbains rennais (TUR)

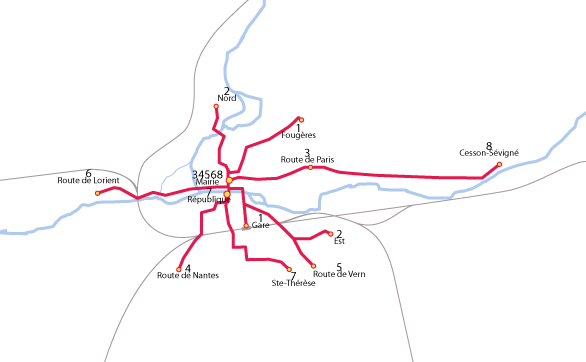
Plan du réseau de bus en 1954

La disparition du tram étalée entre 1951 et 1952, conséquence de l'application du plan de modernisation du réseau décidé en 1938 occasionne quelques petits changements. À partir de 1951, des bus MGT (Million Guiet Tubauto) entrent en service et reprennent l'intégralité des lignes exploitées par les trams,.
En 1952, les Tramways électriques rennais deviennent les Transports urbains rennais (TUR). Le réseau de bus reprend les dessertes des anciens tramways mais avec quelques dessertes supplémentaires, comme celle de la route de Nantes et la nouvelle ligne 7 pour Sainte-Thérèse, deux quartiers jusqu'alors délaissés.
À la fin de l'année 1954, les lignes de Route de Lorient et de Sainte-Thérèse fusionnent ; la même année la ligne du cimetière du Nord est prolongée de la gare au cimetière de l'Est.
L'exode rural d'après-guerre obligera à renforcer davantage le réseau, : La ligne U (République-Cleunay) voit le jour en 1955, la ligne F Barré (Mairie-Europe) en 1960, la ligne 8 (République-Villejean) en 1965 et la ligne 9 (République-Champs-Manceaux) en 1966.
Les lignes F (Gare - Route de Fougères) et V (Mairie - Route de Vern) fusionnent sous l'indice F le 27 janvier 1958, avec des renforts sur le tronçon Mairie-Route de Vern sous l'indice V. En 1961, ce sont les lignes F Barré (Mairie - Europe) et N (Place de la Mairie - Route de Nantes) qui fusionnent sous l'indice 4.
| Réseau en 1954, | Réseau en 1955 | Réseau en 1965 | Réseau en 1966 | Réseau en 1969 |
| --- | --- | --- | --- | --- |
| - 1 ou F : Gare SNCF - Route de Fougères - 2 ou E/N : Cimetière du Nord - Cimetière de l'Est - 3 ou P : Place de la Mairie - Route de Paris - 4 ou N : Place de la Mairie - Route de Nantes - 5 ou V : Place de la Mairie - Route de Vern - 6 ou L : Place de la Mairie - Route de Lorient - 7 ou T : Place de la République - Sainte-Thérèse - 8 ou C : Place de la Mairie - Cesson | - F : Gare SNCF - Route de Fougères - E-N : Cimetière du Nord - Cimetière de l'Est - P : Place de la Mairie - Route de Paris - N : Place de la Mairie - Route de Nantes - T : Route de Lorient - Sainte-Thérèse - C : Place de la Mairie - Cesson - U : Place de la République - Cleunay - V : Place de la Mairie - Route de Vern | - F : Route de Fougères - Route de Vern - E : Cimetière de l'Est - Cimetière Nord - P : Mairie - Route de Paris - 4 : Route de Nantes - Europe - 4B : Mairie - Europe - T : Route de Lorient - Sainte-Thérèse - C : Mairie - Cesson - U : République - Cleunay | - F : Route de Fougères - Route de Vern - E : Cimetière de l'Est - Cimetière Nord - P : Mairie - Route de Paris - 4 : Route de Nantes - Europe - 4B : Mairie - Europe - T : Route de Lorient - Sainte-Thérèse - C : Mairie - Cesson - U : République - Cleunay - 8 : République - Villejean - 9 : Mairie - Champs-Manceaux | - 1 : Route de Fougères - Route de Vern (prolongée au Landrel (ZUP Sud) en 1970) - 2 : Cimetière de l'Est - Cimetière Nord - 3 : Mairie - Route de Paris - 4 : Route de Nantes - Europe - 4B : Mairie - Europe - 5 : Route de Lorient - Sainte-Thérèse - 6 : Mairie - Cesson - 7 : République - Cleunay - 8 : République - Villejean - 9 : Mairie - Champs-Manceaux |

### Années 1970: Les débuts du STAR

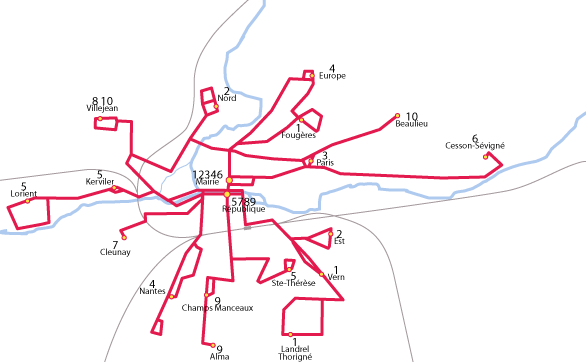
Plan du réseau de bus en 1972 (avant la mise en service de la ligne 11).

La concession signée pour l'exploitation du réseau de tramways électriques par la COE expire le 26 mars 1972. La ville décide alors de mettre en place un nouveau contrat d'exploitation, pour environ 4 ans, : les Transports urbains rennais (TUR) laissent la place au Service des transports de l'agglomération rennaise (STAR), nouvelle appellation commerciale du réseau de transports en commun de Rennes. Si le périmètre de transport urbain reste limité à la seule ville de Rennes, les dessertes vers Cesson-Sévigné sont désormais gérées par une convention bilatérale, tout comme trois nouvelles communes, : Chantepie, Chartres-de-Bretagne et Saint-Grégoire.
Si les COE restent exploitants du réseau, le principe de l'exploitation en « risques et périls » est abandonnée au profit de la « régie intéressée » : la ville de Rennes devient propriétaire des infrastructures, supporte les dépenses et encaisse les recettes.
Outre le changement de nom du réseau, les voyageurs constatent la suppression du sectionnement : un seul ticket suffit pour aller d'un bout à l'autre de la ligne... sauf les tronçons desservant les communes voisines qui conservent leur tarification spécifique. Le ticket horaire, valable une heure et l'abonnement mensuel sont introduits, permettant d'emprunter tout le réseau avec un seul titre.
| Réseau en septembre 1972 |
| --- |
| - 1 : Landrel Thorigné - Route de Vern - Fougères (Maurepas) - 2 : Cimetière du Nord - Cimetière de l'Est - 3 : Place de la Mairie - Route de Paris - 4 : Route de Nantes (Bréquigny) - Metz - Europe - 4B : Place de la Mairie - Volney - Europe - 5 : Place de la République - Sainte-Thérèse - 6 : Place de la Mairie - Cesson-Sévigné - 7 : Place de la République - Cleunay - 8 : Place de la République - Villejean - 9 : Place de la République - Alma - 10 : Villejean - Beaulieu - 11 : ZI Ouest (Lorient) - Pont de Strasbourg |

Plusieurs innovations techniques sont mises en place : commande des portes par bouton-poussoir pour les passagers (self service), essai (avorté) d'un appareil de vente de tickets embarqué. En 1972 apparaissent les premiers couloirs de bus et, en 1977, les premiers autobus articulés SAVIEM SG 220.
Le service de nuit est mis en place en 1973 pour permettre le dimanche soir aux étudiants de Villjean de rejoindre le campus depuis la gare. Cette offre est ensuite étendue au campus de Beaulieu et aux quartiers sud, ce réseau est étendu et pérennisé toute la semaine en octobre 1979 autour de quatre lignes.
Le réseau s'agrandit considérablement en l'espace de six ans et passe de deux à cinq communes desservies et s'étend à la ZUP Sud achevée en 1976, :
- septembre 1971 : création de la ligne 10 (Villejean - Hôtel Dieu - Beaulieu) ;
- septembre 1972 : création de la ligne 11 (Route de Lorient - République - Campus de Beaulieu) transformant la ligne 5 en une ligne République-Landrel ;
- mars 1973 : la ligne 8 est prolongée de République à Galicie et devient la principale ligne du réseau ;
- septembre 1973 : création de la ligne 12 (Rennes - Chartres-de-Bretagne), première ligne sous-traitée par la société Drouin ;
- février 1974 : création de la ligne 13 (Alma - Hautes-Ourmes) ;
- septembre 1974 : prolongement de la ligne 2 à ses deux extrémités vers Saint-Grégoire et Chantepie ;
- mars 1975 : création de la ligne 14 (République - Boulevard du Portugal) pour desservir le secteur Italie en complément de la ligne 8 ;
- septembre 1975 : Création de la ligne 15 (Gare SNCF - rue de Brest - Villejean) et prolongement de la ligne 3 pour desservir le nouveau quartier Saint-Laurent[27] ;
- 8 septembre 1977 : création de la ligne 17 (Place de la Mairie - Volney – Monts d'Arrée) afin d'anticiper l'achèvement de la ZAC Patton et la ligne 4B devient la ligne 16[28] ;
- 5 janvier 1978 : prolongement de la ligne 13 d'Alma à la piscine de Bréquigny[29] ;
- 4 décembre 1978 : la ligne 16 est supprimée à la suite de l'amélioration de la ligne 17, tandis que la ligne 15 est prolongée jusqu'au nouveau quartier de Beauregard[30].

En février 1978, le STAR lance un service expérimental nommé « lignes de rocade » assuré du lundi au vendredi en heures de pointe afin de répondre à l'absence de dessertes directes pour certains trajets domicile-travail ne nécessitant pas de passer par le centre-ville :
- A : Hautes-Ourmes - Cimetière Est - Beaulieu - Lycées Gayeulles ;
- B : Villejean - Beauregard ;
- C : Gayeulles - Villejean - ZI Lorient ;
- D : Cimetière Est - Hautes-Ourmes - Bréquigny - ZI Lorient ;
- E : Gayeulles - Cimetière Est - ZI Sud-Est ;
- G : Rue de Vern - Bréquigny - Hautes-Ourmes - ZI Sud-Est.

En octobre 1979, un service de soirée assuré entre 20 h 30 et 23 h 30 est créé avec quatre circuits vers les différents quartiers (vert pour Villejean, orange pour Beaulieu, bleu pour Cleunay et rose pour Thorigné).

### Années 1980: Un réseau intercommunal

Logo du STAR et du SITCAR.

À partir de septembre 1980, le Syndicat intercommunal des transports collectifs de l'agglomération rennaise (SITCAR) organise les transports de l’agglomération pour le compte de Rennes District, l'intercommunalité de la région rennaise. En effet, l'augmentation de la population rennaise se faisant à présent majoritairement sur les communes périphériques tandis que l'organisation des transports suburbains au sein du District n'était plus à la hauteur, : en 1977, une commission est créée afin de trouver une solution (syndicat intercommunal ou prise de compétence du district) puis en 1978, l'agence d'urbanisme et de développement intercommunal de l'agglomération rennaise (Audiar) publie un rapport pointant l'« anarchie qui reignait au niveau des liaisons par car » aussi bien en termes de dessertes que de tarification. En 1979, une tentative de reprendre la gestion du réseau par le District échoue, douze communes (Acigné, Brécé, Cesson-Sévigné, Chartres-de-Bretagne, Châtillon-sur-Seiche, L'Hermitage, Noyal-sur-Seiche, Noyal-sur-Vilaine, Pacé, Saint-Gilles, Saint-Grégoire et Vezin-le-Coquet) ayant refusé cette prise de compétence pour diverses raisons dont celle que « Rennes ne vienne pas commander chez nous », le refus de payer le versement transport, la présence d'une gare ferroviaire jugée suffisante ou la peur d'une explosion des coûts,. Au fil du temps et des discussions seules six communes (Acigné, Brécé, L'Hermitage, Noyal-sur-Vilaine, Pacé, Saint-Gilles) refusent toujours l'extension du réseau tandis que la création d'un syndicat intercommunal à vocation unique (SIVU) dans lequel la ville de Rennes n'est pas majoritaire en termes de sièges au conseil aboutit le 13 septembre 1980,,.
| Lignes et parcours |
| --- |
| - 1 : Route de Fougères - Gare SNCF - Torigné - 2 : Saint-Grégoire/Centre commercial Nord - Gare SNCF - Chantepie - 3 : Mairie - Saint-Laurent - 4 : Mairie - Europe - 5 : République - Landrel - 6 : Mairie - Cesson-Sévigné - 7 : République - Cleunay - 8 : Villejean - République - Hautes-Ourmes - 9 : République - Alma - 10 : Villejean - Hôtel-Dieu - Beaulieu Restaurant universitaire - 11 : ZI Ouest (Route de Lorient) - République - Campus de Beaulieu - 12 : République - Boulevard Clemenceau - Chartres-de-Bretagne - 13 : Bréquigny Piscine - Alma - Hautes-Ourmes - 14 : République - Boulevard du Portugal - 15 : Gare routière - Villejean - Beauregard - 17 : Mairie - Monts d'Arrée - Lignes de rocade en heures de pointe : A, B, C, D, E, G et H (une ligne J est créée par la suite entre 1980 et 1983) |

Le 6 novembre 1980, la commune de Betton met en place le Transport urbain bettonnais (TUB) entre la commune et Rennes ; peu de sources existent sur ce service, il est vraisemblable qu'il ait disparu au lancement de la ligne suburbaine du STAR l'année suivante.
La ligne 12 disposait jusqu'en 1980 de véhicules aux couleurs de son opérateur, la société Drouin — dont le dépôt rennais sera racheté en 1989 par TAE, actuellement Keolis Armor — ; ce souci en termes de lisibilité est corrigé le 11 septembre 1980 avec l'entrée en service de véhicules aux couleurs du STAR tandis que son terminus rennais est reporté à Clemenceau.
Le 5 janvier 1981, la tarification spécifique des lignes 2, 6 et 12 pour les trajets desservant Cesson-Sévigné, Chantepie, Chartres-de-Bretagne et Saint-Grégoire est supprimée, tandis que les premiers titres de transports couvrant l'ensemble du territoire du SITCAR voient le jour en attendant la mise en place de lignes du STAR.
Le 14 septembre 1981, treize lignes numérotées 50 à 62 — les numéros sont attribués comme sur un cadran, en sens anti-horaire — sont créées aux côtés de la ligne 12 (Rennes-Chartres-de-Bretagne) existante, à tarification unique, tandis que le dépôt de la plaine de Baud est créé,,. Dès fin 1981 et début 1982, des bus articulés sont engagés sur les lignes suburbaines les plus fréquentées. La ligne 53 traverse l'Hermitage sans desservir la commune qui a refusé d'adhérer au SITCAR.
Les lignes de Betton (51), Cintré et Le Rheu (54), Bruz (59) et Pont-Péan (60) reprennent notamment des dessertes préexistantes ; l'adhésion de la commune de Liffré a aussi été étudiée afin que Fouillard soit desservie mais a été refusée dans l'attente de savoir si le hameau sera rattaché ou non à Thorigné-sur-Vilaine.
Dès 1982, la dénomination du réseau se fait sous la double appellation SITCAR-STAR car bien que le nom du syndicat intercommunal se soit imposé sur les communes nouvellement desservies le nom STAR reste largement employé sur les communes historiques du réseau.
La scission de la ligne 2 en trois lignes 20, 21 et 22 est effectuée le 7 septembre 1982. À la même date, les terminus des lignes suburbaines à Rennes sont reportés au centre-ville plutôt qu'en périphérie afin de faciliter les correspondances (la 50 troque par exemple son terminus du boulevard Charles-Péguy pour la place Hoche), les lignes 7 et 17 sont fusionnées en une ligne 7 desservant la ZAC Patton et la nouvelle ligne suburbaine 63 (Rennes - Bruz - Pont-Réan) voit le jour,,.
Le 3 septembre 1984, la ligne 64 voit le jour vers Acigné, commune ayant rejointe à son tour le SITCAR. La gestion des transports scolaires est assurée par le SITCAR à la même date. Jusqu'à présent, une convention entre le conseil général et le SITCAR régissait le transport scolaire, le premier finançant le coût par élève et par voyage en versant une somme au second.
En 1987, trois communes du District ne souhaitent toujours pas l'extension du réseau : Brécé, L'Hermitage et Pacé. Le 1er janvier 1987, la Société des transports urbains rennais (STUR) nouvellement créée succède à l'exploitant historique, la Compagnie de l'Ouest électrique (COE).
À la fin des années 1980, le SITCAR s'étend aux communes de Pacé et Saint-Gilles et deux nouvelles lignes voient le jour : la 65 pour Pacé en 1989 et la 66 pour Saint-Gilles en 1990.
| Le réseau en journée en septembre 1982 |
| --- |
| Lignes urbaines - 1 : Maurepas - République - Torigné - 2 : ligne des weekends et jours fériés se substituant aux lignes 20, 21 et 22 - 3 : Mairie - Saint-Laurent - 4 : Cloteaux - Saint-Laurent - 5 : République - Landrel - 6 : Mairie - Cesson-Sévigné - 7 : Patton - République - Cleunay - 8 : Villejean - République - Hautes-Ourmes - 9 : République - Alma - 10 : Villejean - Hôtel-Dieu - Beaulieu Restaurant universitaire - 11 : ZI Ouest (Route de Lorient) - République - Longs Champs - 13 : Bréquigny Piscine - Alma - Hautes-Ourmes - 14 : République - Boulevard du Portugal - 15 : Gare routière - Villejean - Beauregard - 20 : Centre commercial Nord - République - Breil - 21 : Centre commercial Nord - République - Haut-Sancé - 22 : Saint-Grégoire - République - Chantepie/Gériatrie Lignes suburbaines - 12 : République - Boulevard Clemenceau - Chartres-de-Bretagne - 50 : Hoche - Thorigné-Fouillard - 51 : Hoche - Betton - 52 : Hoche - La Chapelle-des-Fougeretz - 53 : République - Vezin-le-Coquet - La Chapelle-Thouarault - 54 : Gare routière - Le Rheu - Cintré - 55 : Gare routière - Mordelles - 56 : République - Moigné - Chavagné - 57 : République - Saint-Jacques-de-la-Lande - 58 : Bréquigny - Saint-Jacques-de-la-Lande - 59 : République - Bruz - 60 : Gare routière - Pont-Péan - 61 : Gare routière - Noyal-sur-Seiche - Châtillon-sur-Seiche - Saint-Erblon - 62 : Gare SNCF - Vern-sur-Seiche - 63 : Gare routière - Saint-Jacques-de-la-Lande - Bruz - Pont-Réan |

### Années 1990: le métro se construit

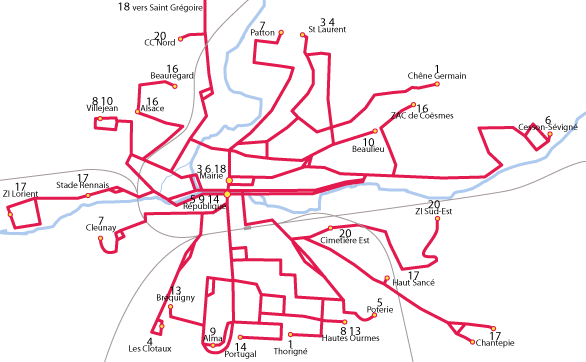
Plan du réseau de bus urbain en 1997

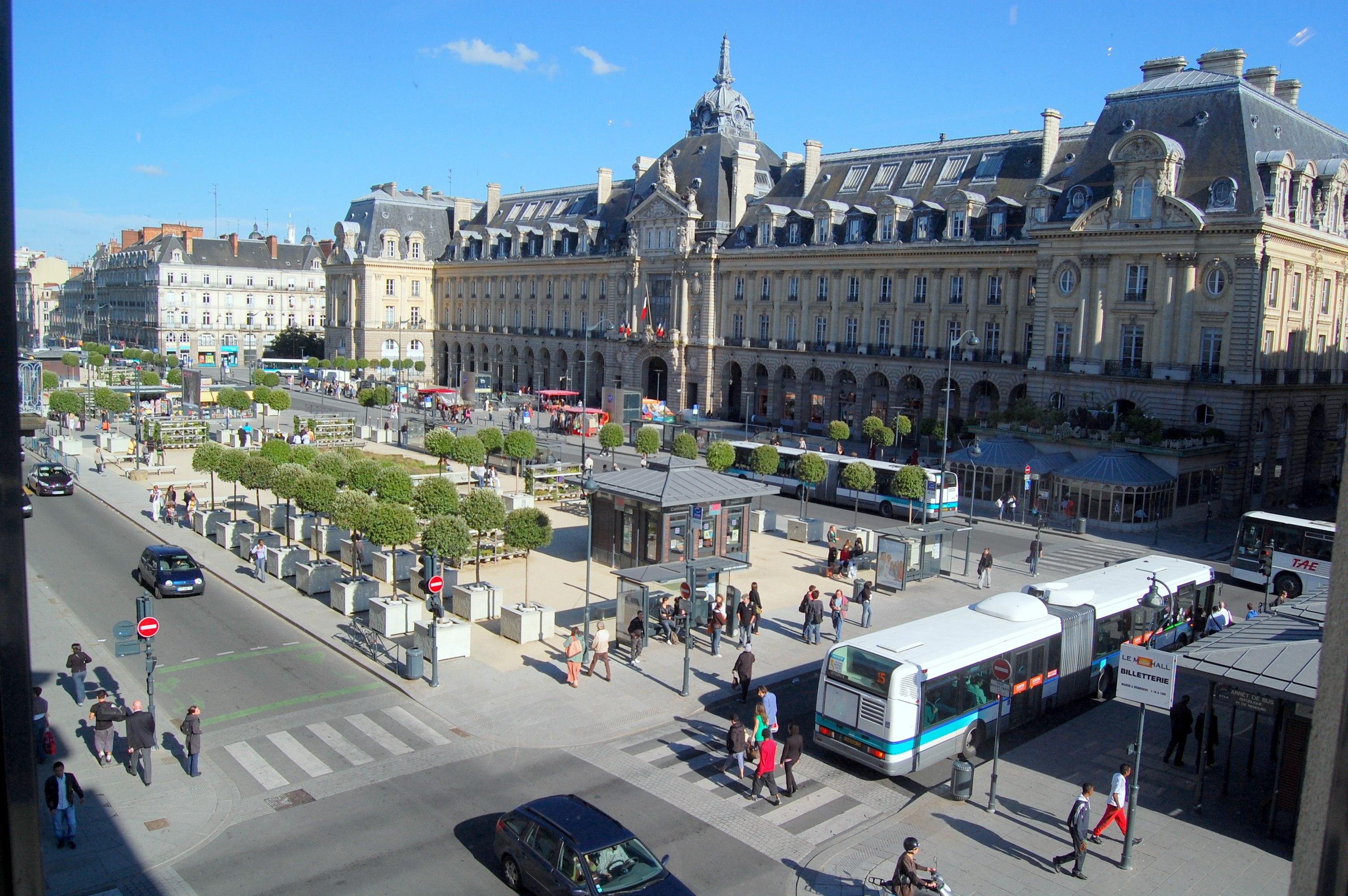
La place de la République, noyau du réseau de bus rennais

Le 2 septembre 1991, les anciennes lignes 11 (ZI Lorient - Beaulieu) et 15 (Gare - Villejean) sont supprimées et remplacées par les nouvelles lignes 16 (Beauregard - Villejean - République - Beaulieu) et 17 (ZI Lorient - République - Gare - Haut-Sancé) et une nouvelle ligne de soirée (circuit jaune) voit le jour entre Cleunay et Saint-Laurent ; les nouvelles lignes 16 et 17 inaugurent les nouveaux autobus du réseau, les Renault R312. La ligne 21 (Centre commercial Nord - République - Haut-Sancé) ne figure pas non plus sur le plan du réseau édité à l'occasion, la ligne 17 assurant la même desserte sur sa partie sud.
Le 1er janvier 1992, Rennes District prend la compétence transport et le SITCAR disparaît,. Le réseau s'étend de fait aux communes du District qui n'étaient pas membres du SITCAR : Brécé et Noyal-sur-Vilaine par la nouvelle ligne 67 et L'Hermitage par la ligne 53 modifiée le 3 février,.
Votée en avril 1991, cette reprise est une conséquence du projet du métro : le SITCAR dépendait exclusivement du financement de ses communes membres, ce qui le rendait trop fragile pour financer un tel projet par rapport au District qui disposait d'autres moyens comme la taxe professionnelle unique nouvellement créée.
En septembre 1992, le réseau des lignes périphériques se constitue ainsi :
- A : Hautes-Ourmes - Joliot-Curie ;
- B : Villejean - Beaulieu ;
- D : Hautes-Ourmes - ZI Lorient ;
- G : Bréquigny - Hautes-Ourmes - ZI sud-Est ;
- H : Cimetière Est - ZUP Sud - Beauregard ;
- J : ZI Lorient - Villejean - Beaulieu.

Le 30 août 1993, deux nouvelles lignes voient la jour : la 68 pour Gévezé au départ de Rennes et la 69 pour Clayes et Parthenay-de-Bretagne au départ de Pacé, en correspondance avec la ligne 65.
Le 2 avril 1994, les lignes 70 et 71 voient le jour pour desservir Chevaigné et Saint-Sulpice-la-Forêt,,. Le Verger est aussi desservie à partir de cette année, par la ligne 55.
Le 1er janvier 1994, la Société d'économie mixte des transports collectifs de l'agglomération rennaise (SEMTCAR) devient aussi l'exploitant du réseau STAR mais délègue cette tache majoritairement à la STUR pour 70 % des services et aux affrétés pour les 30 % restants, tandis que le service de transport spécialisé est opéré par une association.
En juillet 1993, un taxi collectif est expérimenté à Saint-Grégoire pour desservir la zone Alphasis en rabattement sur la ligne 22 reliant la commune à Rennes et Chantepie.
En juillet 1994, la ligne estivale desservant les étangs d'Apigné voit le jour tandis qu'une desserte expérimentale au départ de Noyal-Châtillon-sur-Seiche et rabattant sur la ligne 61 voit le jour et l'expérimentation de la zone Alphasis est prolongée. La desserte de Chantepie et Saint-Grégoire est revue en septembre 1994 : la ligne 17 prolongée de Haut-Sancé à Chantepie et la nouvelle ligne 18 (Rennes Mairie - Saint-Grégoire) remplacent la ligne 22,,. La ligne 72 (Cesson-Thorigné) voit le 5 septembre 1994, il s'agit de la première liaison périurbaine intercommunale du réseau et une ligne à vocation principalement scolaire.
En septembre 1995, le réseau de soirée tel qu'il existait est cantonné au dimanche soir, tandis que les quatre lignes principales sont prolongées en soirée les autres jours ; une cinquième ligne s'ajoute en septembre 1997.
Le 26 août 1996, la ligne 30, assurant une desserte inter quartiers, voit le jour et remplace l'ancienne ligne périphérique B,.
| Le réseau en septembre 1996, |
| --- |
| Lignes urbaines - 1 : Chêne-Germain - Maurepas - République - Torigné (prolongé à Portugal les dimanches et fêtes) - 3 : Mairie - Gayeulles - Saint-Laurent - 4 : Bréquigny - Mairie - Europe - Saint-Laurent - 5 : République - Jacques Cartier - Poterie - 6 : Mairie - Cesson-Sévigné (pas de service les dimanches et fêtes) - 7 : Patton - République - Cleunay - 8 : Villejean - République - Hautes-Ourmes - 9 : République - Jacques Cartier - Centre commercial Alma (limité à Suède les dimanches et fêtes) - 10 : Villejean - Hôtel-Dieu - Beaulieu Restaurant universitaire (pas de service les dimanches et fêtes) - 13 : Bréquigny Piscine - Centre commercial Alma - Hautes-Ourmes (pas de service les dimanches et fêtes) - 14 : République - Boulevard du Portugal (pas de service les dimanches et fêtes) - 16 : Beauregard - Villejean - Pontchaillou - République - Beaulieu - ZAC de Coesmes (pas de service les dimanches et fêtes) - 17 : ZI Ouest (limité à Stade Rennais les dimanches et fêtes) - République - Gare SNCF - Chantepie - 18 : Mairie - Cimetière Nord - Saint-Grégoire (Plaine de Baud - Mairie - Trois Croix Cimetière Nord les dimanches et fêtes) - 20 : ZI Sud-Est - Saint-Saëns - Gare - Cimetière Nord - Centre commercial Nord (pas de service les dimanches et fêtes) - 30 : Villejean - Beauregard - Patton - Saint-Laurent - Beaulieu - ZAC de Coesmes (pas de service les dimanches et fêtes) Lignes périphériques (du lundi au vendredi) - A : Hautes-Ourmes - Cimetière Est - Beaulieu - Joliot-Curie - D : Hautes-Ourmes - Bréquigny - ZI Ouest - G : Bréquigny - Hautes-Ourmes - Haut-Sancé - ZI Est - H : Cimetière Est - Bréquigny - Beauregard En 1993, deux lignes B et J existaient aussi. Lignes suburbaines - 12 : République - La Janais - Chartres-de-Bretagne - 50 : Hoche - Thorigné-Fouillard - 51 : Hoche - Betton - 52 : Hoche - La Chapelle-des-Fougeretz - 53 : République - Vezin-le-Coquet - La Chapelle-Thouarault - 54 : Cours des Alliés - Le Rheu - Cintré - 55 : Cours des Alliés - Mordelles - 56 : République - Moigné - Chavagné - 57 : République - Saint-Jacques-de-la-Lande (fonctionne aussi les dimanches et fêtes) - 58 : Bréquigny - Saint-Jacques-de-la-Lande - 59 : République - Bruz - 60 : Gare routière - Pont-Péan - 61 : Cours des Alliés - Noyal-Chatillon-sur-Seiche - Saint-Erblon - 62 : Gare SNCF - Vern-sur-Seiche - 63 : Gare routière - Saint-Jacques-de-la-Lande - Bruz - Pont-Réan - 64 : Place Hoche - Beaulieu - Acigné - 65 : Cours ders Alliés - Pacé - 66 : Cours ders Alliés - Saint-Gilles - 67 : Place Hoche - Cesson-Sévigné - Noyal-sur-Vilaine - Brécé - 68 : Cours ders Alliés - Gévézé - 69 : Clayes - Parthenay-de-Bretagne - Pacé (rabattement sur la ligne 65) - 70 : Gare routière - Saint-Sulpice-la-Forêt - 71 : Gare routière - Betton - Chevaigné - 72 : Cesson-Sévigné - Thorigné-Fouillard Lignes de soirée - Service assuré du lundi au samedi de 20 h 30 à 0 h sur les lignes suivantes : - 1N : Chêne-Germain - Maurepas - République - Torigné - Portugal - 4N : Alma - Bréquigny - Mairie - Europe - Saint-Laurent - 7N : Patton - République - Cleunay - 8N : Villejean - République - Hautes-Ourmes - 16N : République - Beaulieu - ZAC de Coesmes (mise en service le 26 août 1997) - Service « étoiles de nuit » assuré le samedi soir entre 23 h 30 et 0 h vers les communes périphériques à partir de septembre 1998, : - Dix circuits portant le nom de constellations. - Service assuré les dimanches et fêtes de 20 h à 0 h 20 sur les lignes suivantes : - Orange : Gare - République - Beaulieu - Joliot-Curie - Vert : Gare - République - Pontchaillou - Villejean - Violet : Gare - Italie - Alma - Bréquigny - République - Gare - Jaune : Cleunay - Mairie - Europe - Saint-Laurent |

En 1996, le Service de transport pour handicapés (STH) créé en 1976 à l'initiative du District de Rennes est intégré au réseau sous le nom HandiSTAR.
Le 22 septembre 1997, trois lignes express sont créées depuis République (40ex) et la gare (41ex) vers le campus de Beaulieu et de la gare à la préfecture à Beauregard (42ex).
En 1998, la ligne périphérique G est prolongée à Cesson-Sévigné tandis que deux nouvelles lignes express voient le jour en septembre au départ de la gare, la 43ex pour Joliot-Curie et la 44ex pour Bréquigny,.
En septembre 1999, le réseau est modifié comme suit : le samedi, l'offre de la ligne 30 (Villejean-Beaulieu) est remplacé sur une partie de son trajet par la ligne 31 (Villejean-Grand Quartier-Europe), la ligne 11 est recréée sur le trajet ZI Lorient-ZI Sud-Est, provoquant la limitation de la ligne 17 au trajet République-Chantepie et à la suppression de la ligne 20, le tronçon République-Grand Quartier est repris par la ligne 14 prolongée depuis République. En outre les dessertes de certaines lignes sont fusionnées à certaines heures, telles lignes 52 et 68 qui forment la 52/68 selon ce principe.

## Création de la rocade
La rocade RN 136 fait le tour de la ville et a été construite en plusieurs tronçons. Commencée en 1968 (tronçon sud, venant de Paris), elle est prolongée à l'ouest le 7 octobre 1975, puis au nord-ouest jusqu'à la porte de Saint-Malo en 1988 et la rocade nord en 1996 jusqu'à la porte des Longs-Champs. Le dernier tronçon de 7,8 km a été mis en service en juin 1999 pour refermer la boucle autour de Rennes et une partie des communes alentour, tout en incluant l'échangeur vers la route des Estuaires (section A84).

## La naissance du réseau de transports actuel

### Le réaménagement de la gare de Rennes
La gare est réaménagée en 1992 par l'architecte Le Berre pour la mise en service du TGV Atlantique et dans une volonté de réunir le nord de la ville, actif économiquement, et le sud, essentiellement résidentiel. À cette occasion un accès sud et des bureaux sont construits pour en faire un centre d'affaires. En 1995, la gare routière quitte l'emplacement occupé actuellement par Les Champs Libres pour venir s'accoler à la gare, alors que les fondations du futur métro sont déjà en cours de creusement.
Les gares de Pontchaillou et de Rennes-La Poterie sont créées respectivement en 1988 et 1994,.

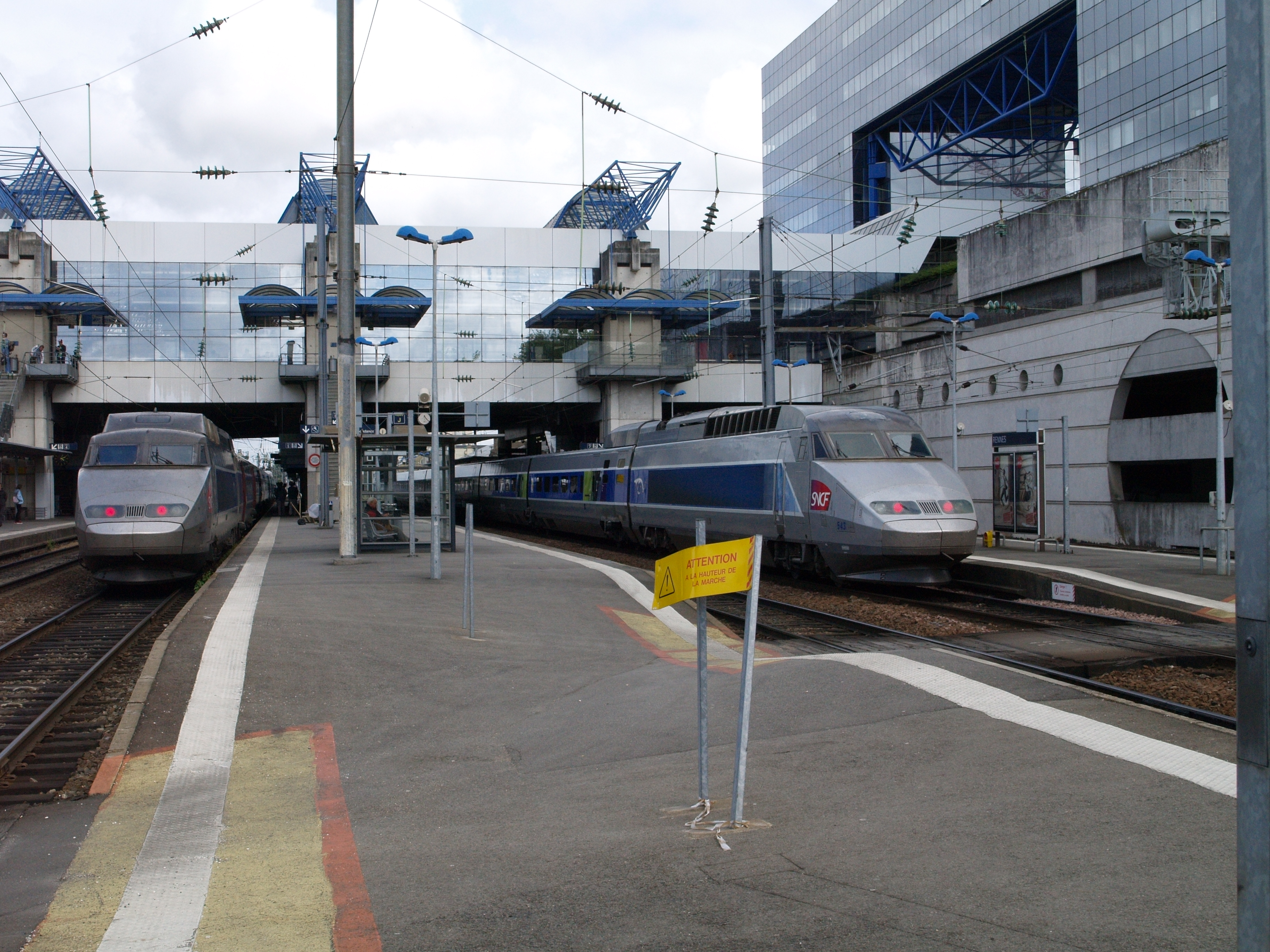
TGV en gare de Rennes.
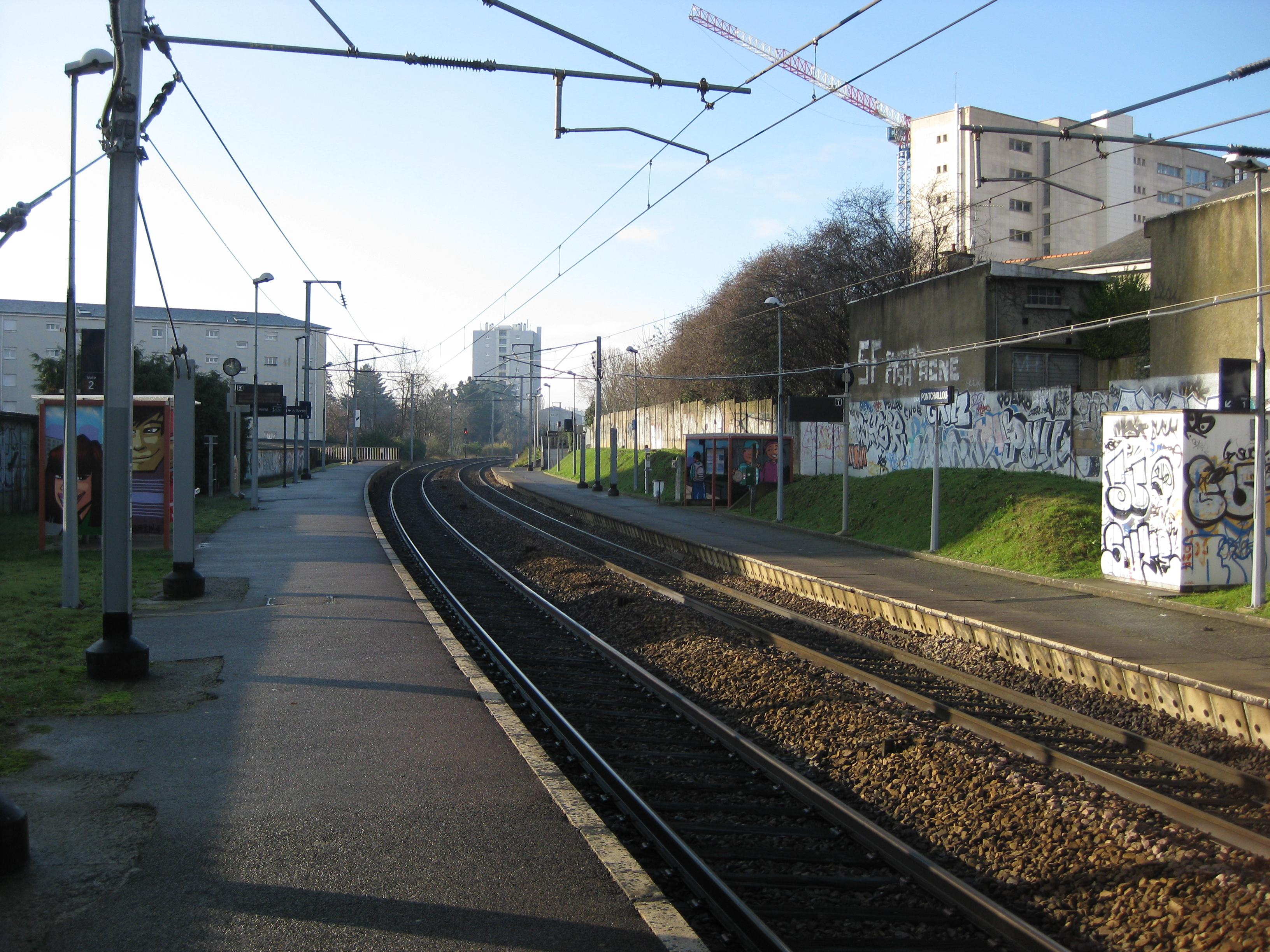
Halte de Pontchaillou.
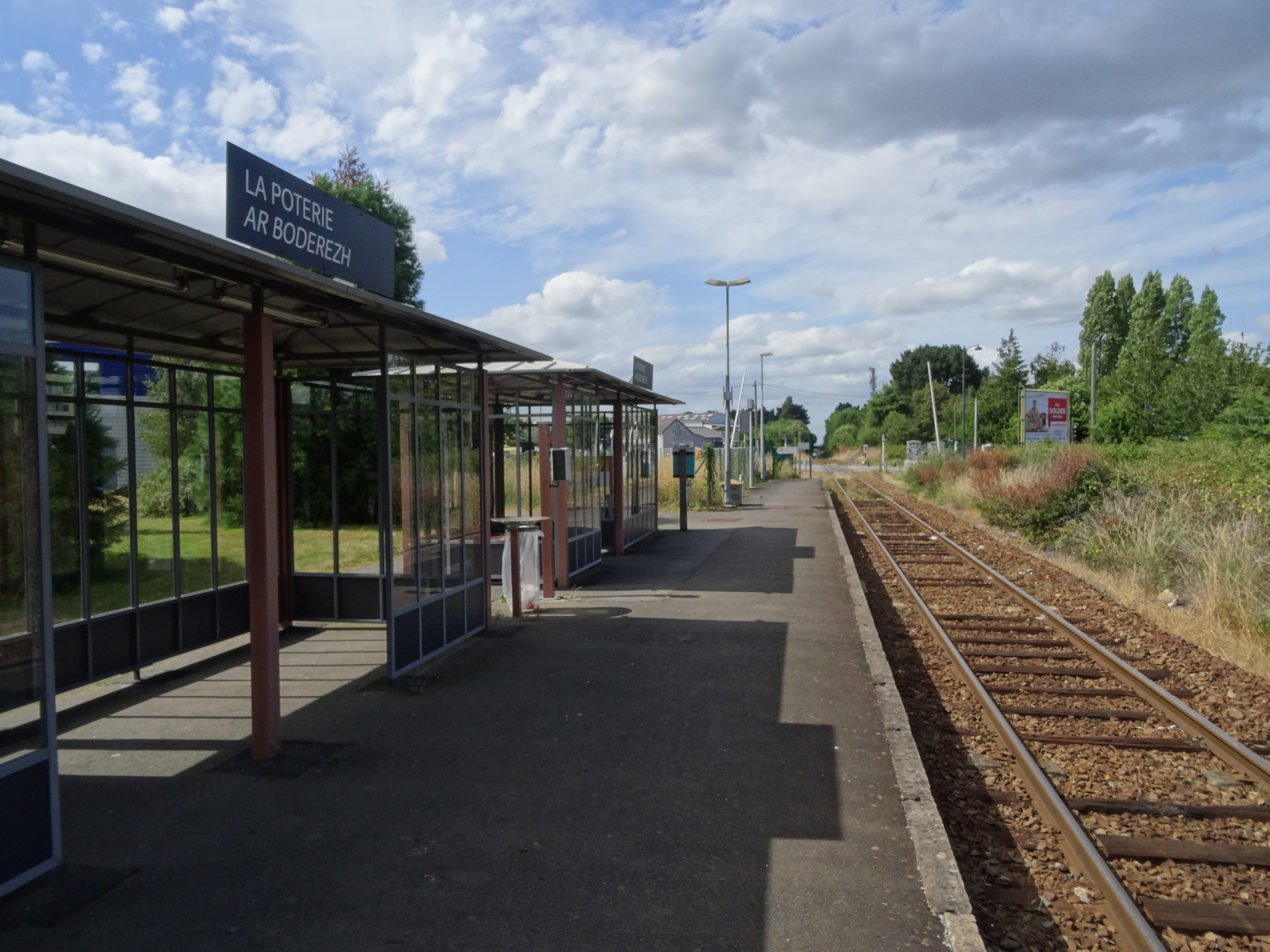
Gare de Rennes-La Poterie.

### STAR, le vélo
Un système de location de vélos a été mis en place à Rennes à partir du 6 juin 1998. Les vélos SmartBike, répartis en 25 stations, sont empruntables 24h/24 et 7j/7 pour deux heures par les abonnés possédant une carte à puce gratuite. La gestion informatisée du parc a constitué une première, tout comme la prestation, assurée par une société commerciale, Clear Channel, gérant également la réalisation et la gestion du service. Ce service a été arrêté le 10 mai 2009.
Depuis le 22 juin 2009, la société Keolis a pris le relais avec « LE vélo STAR », renommé STAR, le vélo en 2018. Cette nouvelle offre de 1 285 vélos, répartis en 81 stations dans son déploiement maximal, est lancée le 18 septembre 2009. La carte KorriGo est la carte d'abonnement pour ce service. L'emprunt est possible 24h/24 et 7j/7, la durée d'emprunt gratuit étant réduite à une demi-heure.

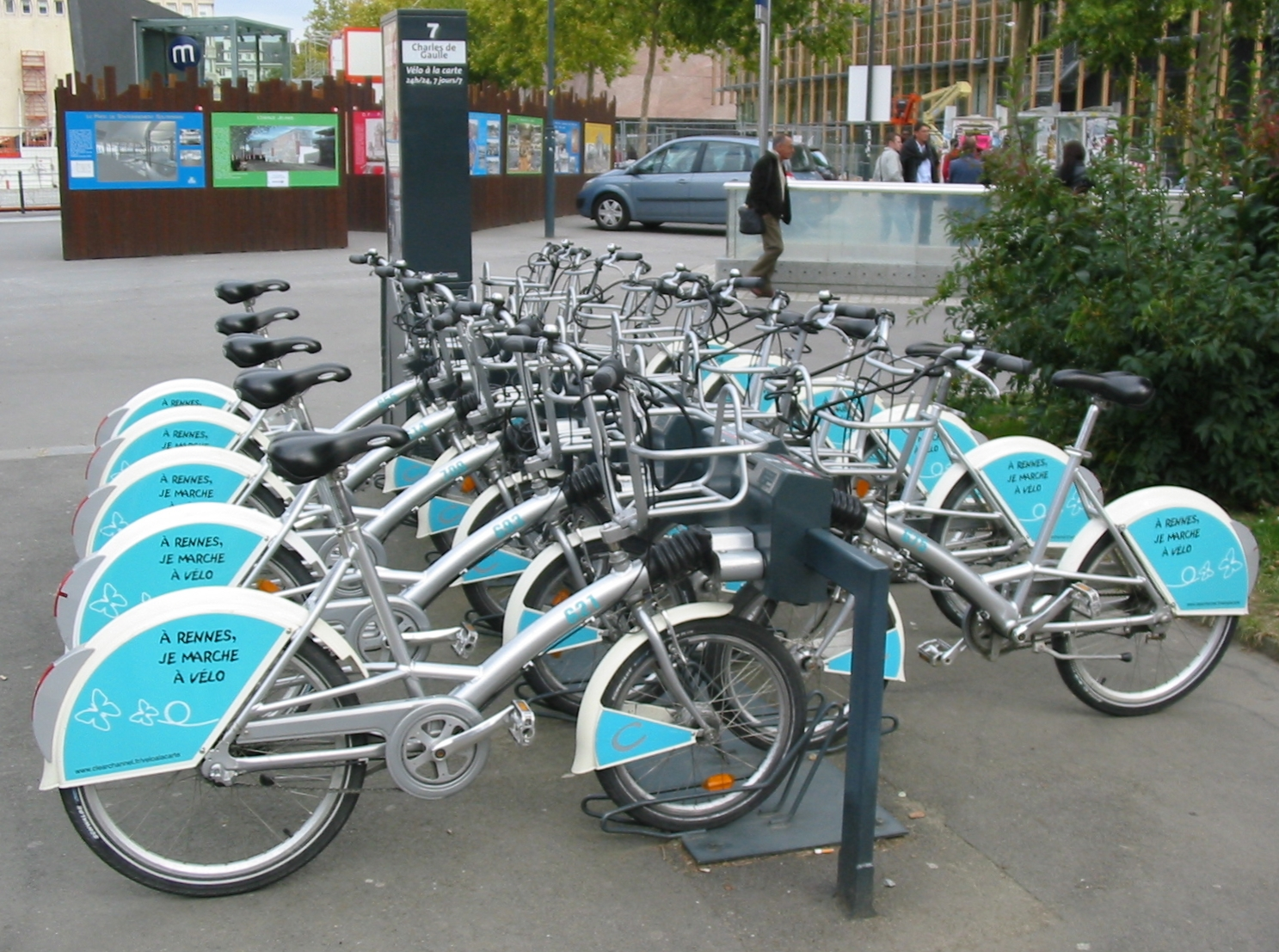
Le premier système déployé : le vélo à la carte.
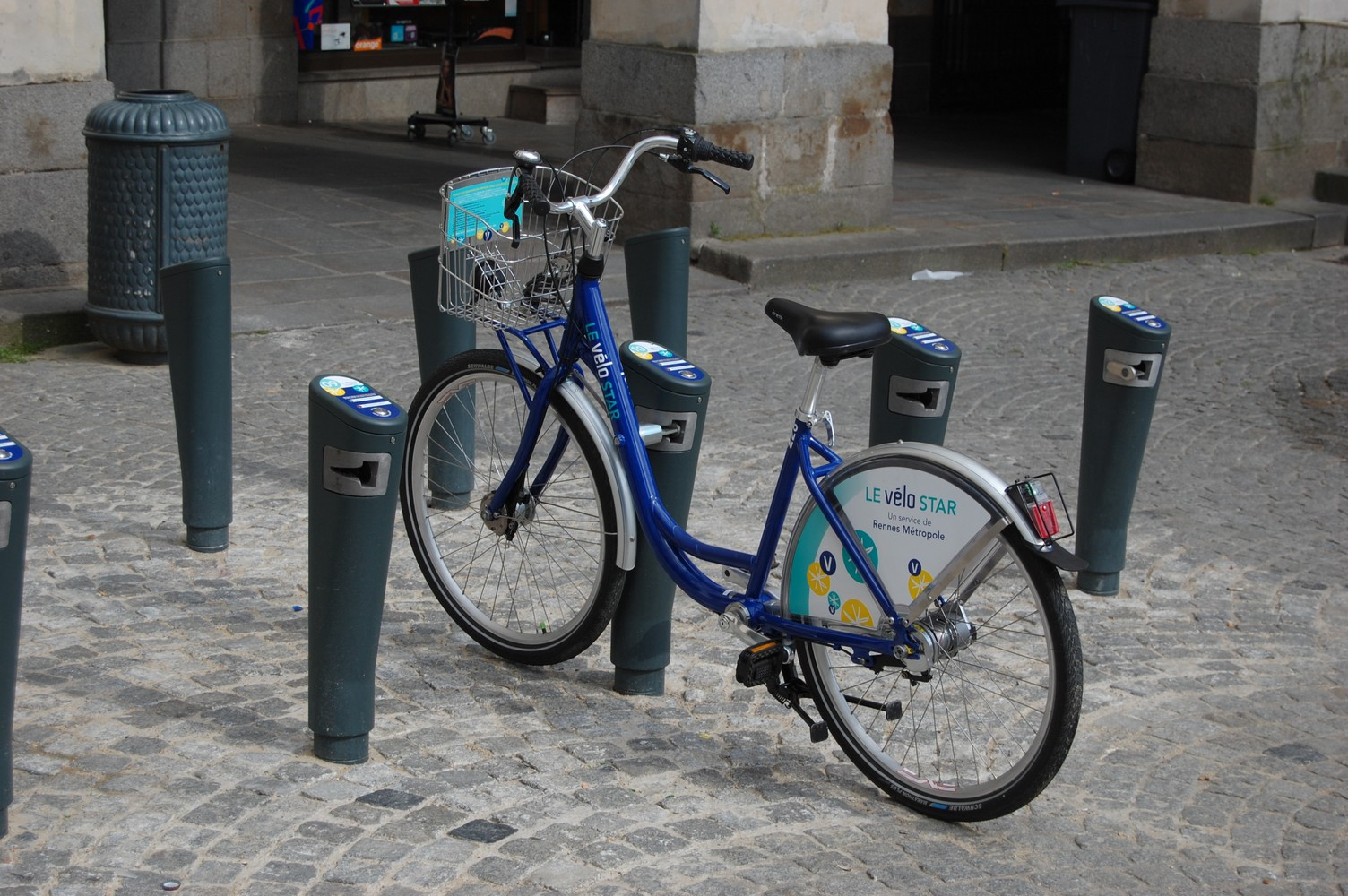
Second système déployé : STAR, le vélo (anciennement LE vélo STAR).

### L'avènement du métro

Le métro VAL de Rennes.

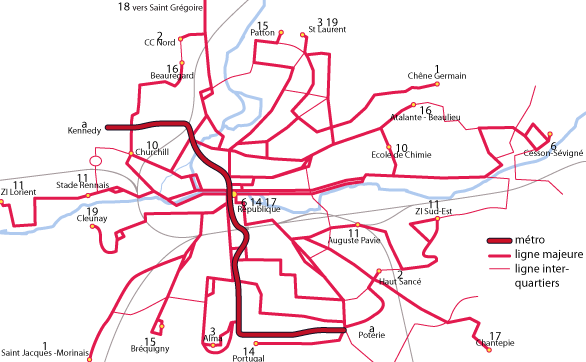
Le réseau de bus urbain et le métro en 2008

Afin de répondre à l'augmentation progressive de la fréquentation du réseau, le SITCAR étude sur l’opportunité d’un système de transport en commun en site propre entre 1986 et 1989. Plusieurs études seront menées sur deux mode de transport : Métro VAL (comme à Lille depuis 1983) ou tramway (comme le nouveau réseau de Nantes, ouvert en 1985). Le 25 octobre 1989, le maire de Rennes Edmond Hervé fait voter au cours du conseil municipal la réalisation d'un transport en commun en site propre dans la ville, après des débats houleux l'opposition dont les écologistes menés par Yves Cochet préférant un tramway au VAL porté par le maire, jugeant le projet pharaonique,. C'est finalement cette technologie qui est choisie à une large majorité, après une séance ayant duré huit heures jusqu'au lendemain matin.
Rennes District devient en 1992 l'autorité organisatrice de transport urbain sur son périmètre, ce qui entraîne la disparition du SITCAR, le 1er janvier 1992. Il est en partie remplacé en avril par la SEMTCAR (Société d'économie mixte des transports collectifs de l'agglomération rennaise). Le métro vient se placer dans ce projet par une desserte nord-ouest (Villejean, Pontchaillou) - sud-est de la ville (Blosne, Poterie).
La construction du métro se déroule du 6 janvier 1997, date du lancement officiel des travaux par Edmond Hervé, président de Rennes District au 16 mars 2002, date de l'inauguration officielle de la ligne A du métro et du tout nouveau réseau de bus, entièrement refondu pour l'occasion.
Le métro, équipé de rames type VAL 208, est ouvert de 5 h 30 à 0 h 30 ; sa vitesse commerciale moyenne est de 32 km/h. À l'origine du projet, la fréquentation moyenne prévue était de 73 000 utilisations par jour. En 2006, elle est de plus de 120 000 utilisations par jour. De nouvelles rames ont été mises en service en 2012 afin d'offrir une fréquence de 80 secondes aux heures de pointe.
La création d'une deuxième ligne de métro de 14,1 km de longueur et d’orientation générale nord-est (Longs Champs, nouveau quartier des Champs Blancs) – sud-ouest (nouveau quartier de La Courrouze, Cleunay), en correspondance avec la ligne A aux stations Gares et Sainte-Anne a été étudiée à partir de fin 2007 (étude de faisabilité) par la SEMTCAR. Le tracé définitif a été arrêté le 23 avril 2009.
La ligne comprend 15 stations ; la distance moyenne entre stations est plus longue que sur la ligne A. Le choix de la solution technique (reconduction du système VAL ou choix d'un autre constructeur) a été arrêté en novembre 2010 avec le choix du Cityval, permettant de commencer les travaux prévus en 2013 avec une mise en service estimée en 2018, puis décalée en 2019 puis en 2020, à nouveau reportée en 2021 à cause de la pandémie de Covid-19, puis en mai 2022 en raison de problèmes avec le matériel fourni par Siemens qui s'ajoutent aux conséquences liées à la pandémie,. Après d'autres reports et incertitudes, la mise en service a finalement lieu le 20 septembre 2022.

### La LGV Bretagne-Pays de la Loire
La LGV Bretagne-Pays de la Loire, est un prolongement de la branche ouest de la LGV Atlantique vers Rennes et Nantes, mis en service en 2017. En termes de fréquentation, il est prévu qu'elle apporte environ 2 millions de voyageurs supplémentaires. Cette ligne se raccorde au réseau ferré classique à Cesson-Sévigné.
Cette nouvelle ligne diminue le temps de transport entre Rennes et d'autres villes comme Laval (24 minutes), Paris (1h27, gain de 37 minutes), Lyon (3h50, gain de 21 minutes), Lille (3h20), Bruxelles (4 heures environ), Strasbourg (4h30 à 5 heures environ). La gare de Rennes sera réaménagée pour accompagner la croissance importante du réseau TER Bretagne ces dernières années[réf. souhaitée] et une liaison ferroviaire avec le nouvel aéroport du Grand Ouest[réf. souhaitée].
Ce projet de transport s'accompagne d'un projet urbain, baptisé EuroRennes, qui prendra place autour de la gare sur les ateliers SNCF et les résidences pavillonnaires proches de la gare. 180 000 m2 sont ainsi prévus à la construction.

## Évolutions du réseau actuel

### Évolutions du réseau de bus dans les années 2000

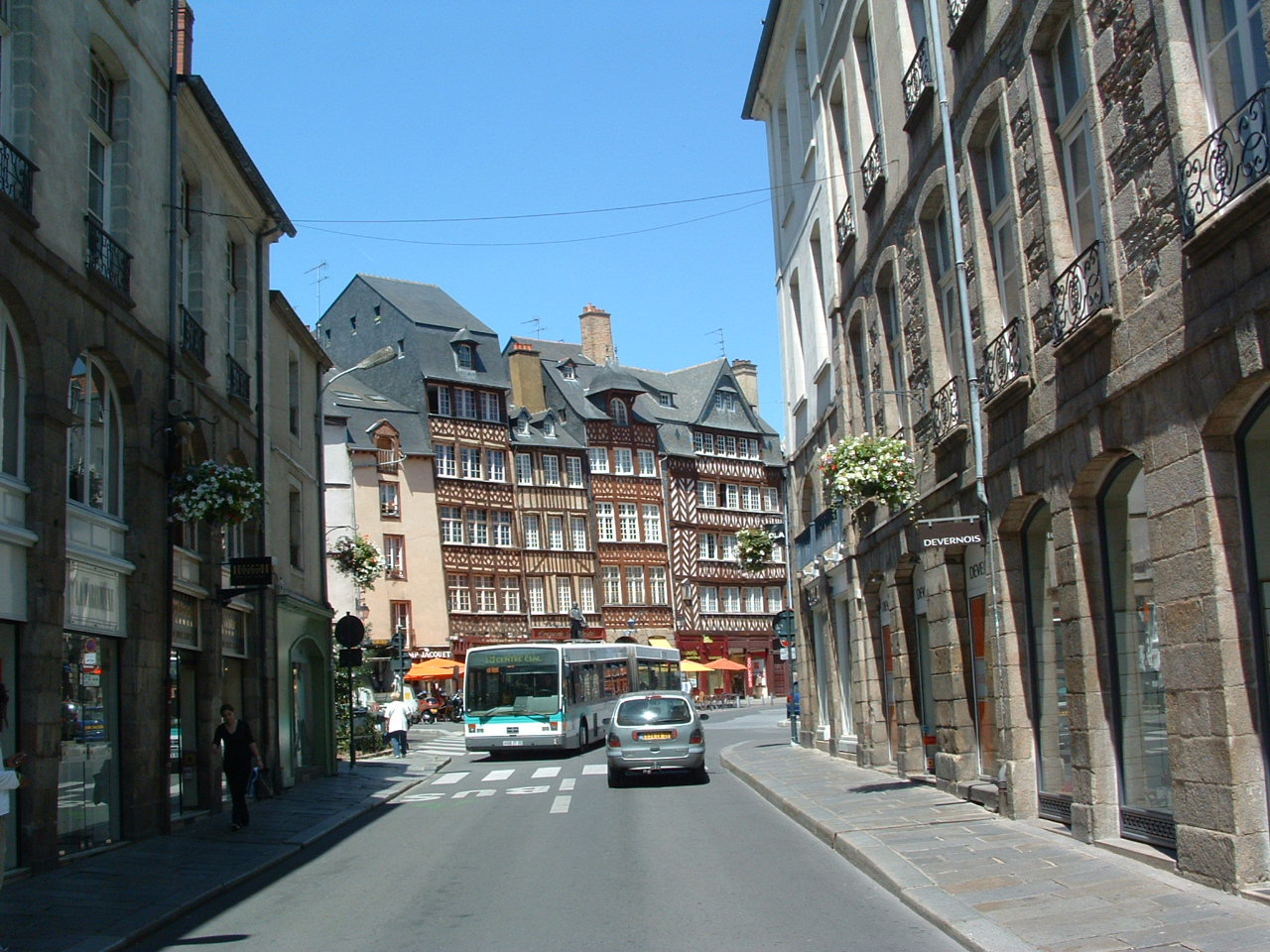
Une image appartenant au passé en 2022 : un Van Hool AG300 au niveau de la place du Champ-Jacquet, ce modèle n'est plus en service et les bus ne desservent plus la place dans le cadre de la restructuration accompagnant la mise en service de la ligne B du métro.

En 1999, la STUR (société des transports urbains rennais) remporte le contrat de délégation de service public d’exploitation du réseau STAR proposé par le District. La STUR deviendra par la suite Keolis Rennes, filiale du groupe Keolis. Le contrat de délégation de service public a été renouvelé pour une période allant du 1er janvier 2006 et jusqu'au 31 décembre 2012, renouvelé pour la période allant du 1er janvier 2013 au 31 décembre 2017.
En septembre 2000, les lignes 73 et 74 voient le jour pour desservir les communes de Corps-Nuds, Orgères et Saint-Armel. Le service « STAR de Nuit » voit le jour avec un service expérimental composé de trois lignes (S1 à S3) ; le réseau est pérennisé le 27 septembre 2001 avec une réorganisation autour d'une ligne unique reliant les deux campus (Villejean et Beaulieu),.
Le 8 janvier 2001, la ligne 13 est prolongée de Bréquigny à Saint-Jacques-de-la-Lande en lieu et place de la ligne 58 qui est supprimée, la ligne 57 continuant d'assurer seule la desserte de Bruz,.
En février 2001, une ligne 75 est créée entre Acigné et la gare de Noyal-sur-Vilaine,.
En septembre 2001, la ligne 91 reliant Bruz, Chartres-de-Bretagne et Noyal-Châtillon-sur-Seiche voit le jour.
La mise en service du métro en mars 2002 a provoqué une importante restructuration du réseau de bus : les lignes urbaines sont réorganisées et les lignes suburbaines sont rabattues aux stations de métro.
De nouvelles lignes voient le jour : l'indice 2 réapparait sous la forme d'une ligne entre Grand quartier et Haut Sancé (remplaçant la partie nord de la ligne 14, la partie sud de la ligne 1 puis la partie sud de la ligne 5), la ligne 3 absorbe la ligne 9 et relie Saint-Laurent au centre commercial Alma, l'indice 15 réapparaît sur le trajet Patton-Lycée de Bréquigny (par fusion de la partie nord de la ligne 7 et la partie sud de la ligne 4), la ligne 19 est créée entre Cleunay et Saint-laurent (par fusion des tronçons des lignes 4 et 7 non incorporés à la ligne 15), la ligne 33 (Saint-Jacques - La Poterie - Chantepie (33a) - Beaulieu (33b)) remplace en partie les lignes 13 et A, la ligne 34 (La Poterie - Cesson) remplace une partie de la ligne 13 et la ligne 45ex voit le jour entre République et la Lande du Breil. D'autres sont modifiées : la ligne 1 relie la Mairie aux Champs Blancs (les lignes 2 et 5 reprenant sa partie sud), la ligne 5 relie toujours Portugal à République via un nouveau trajet (reprenant ceux des lignes 1 et 14), la ligne 6 change son terminus à Rennes, la ligne 10 se dote d'une antenne vers Cesson et la ligne 16 troque sa desserte de Pontchaillou au profit du tronçon de la ligne 8 non repris par le métro. Les lignes 10, 11, 17, 18, 30 et 31 (qui remplace la 30 le samedi) sont inchangées. Enfin les indices suivants disparaissent,, : 4, 7, 8, 9, 13, 14, 42ex, 44ex, A, D et H.
Du côté du réseau suburbain, outre les nombreux rabattement sur les stations de métro, la ligne 12 (Rennes - Chartres-de-Bretagne) est renumérotée 72 par volonté d'harmonisation, la ligne 72 existante (Cesson - Thorigné) devenant 92 tandis que le service Taxi entre Bréquigny et Saint-Jacques devient la ligne 100. La ligne 75 change de numéro pour devenir la 90 à la même époque.
Rabattement des lignes périurbaines sur le métro, :
- 50 et 51 : rabattues à Sainte-Anne au lieu de Place Hoche ;
- 52 : rabattue à Villejean-Université au lieu de Place Hoche ;
- 54 et 55 : rabattues à Charles de Gaulle au lieu de Cours des Alliés ;
- 56 : rabattue à Charles de Gaulle au lieu de République ;
- 59 : rabattue à Clemenceau au lieu de République ;
- 60 : rabattue à Clemenceau au lieu de Gare Routière ;
- 61 : rabattue à Triangle au lieu de Cours des Alliés ;
- 62 : rabattue à La Poterie au lieu de Gare SNCF ;
- 64 et 67 : rabattues à République au lieu de Place Hoche ;
- 65, 66 et 68 : rabattues à Villejean-Université au lieu de Cours des Alliés ;
- 71 : rabattue à Sainte-Anne au lieu de Gare Routière ;
- 72 (ex-12) : rabattue à Clemenceau au lieu de Gare Routière ;
- 73 : rabattue à La Poterie ;
- 74 : rabattue à Triangle.

Enfin, les offres de soirée sont rationalisées : les lignes majeures 2, 3, 15, 16 et 19 fonctionnent jusqu'à minuit en lieu et place des anciennes lignes spécifiques du lundi au samedi (8N, 16N...) et celles du dimanche (circuits orange, vert...). Il en est de même sur le réseau suburbain, les lignes Étoiles de nuit sont remplacées par les lignes de journée avec des itinéraires adaptés.
Dès l'été 2002, la ligne 31 est supprimée et une ligne 32 (Cleunay - Villejean- Beauregard - Grand Quartier) voit le jour.
| Lignes et parcours |
| --- |
| Lignes urbaines (en gras, les lignes majeures) - a : J.F. Kennedy - La Poterie - 1 : Chêne Germain - Maurepas - Mairie (fusionne avec la ligne 5 en septembre 2004) - 2 : Grand Quartier - Anatole France - République - Gares - La Poterie - Haut-Sancé - 3 : Alma - Jacques Cartier - République - Boulevard de Vitré - Saint-Laurent - 5 : République - Jacques Cartier - La Poterie - Portugal (ligne absorbée par la ligne 1 en septembre 2004) - 6 : République - Cesson-Sévigné - 10a : Atalante Champeaux - Anatole France - Boulevard de Vitré - Beaulieu - Cesson-Sévigné - 10b : Atalante Champeaux - Anatole France - Boulevard de Vitré - Beaulieu - Beaulieu Chimie - 11 : ZI ouest - Stade Rennais - République - Gares - Saint-Saëns - ZI Sud-Est - 15 : Patton - République - Lycée Bréquigny - 16 : Beauregard - Villejean-Université - Pontchaillou - République - Beaulieu - Beaulieu Atalante - 17 : République - Gares - Haut-Sancé - Chantepie - 18 : Mairie - Cimetière Nord - Saint-Grégoire - 19 : Cleunay - République - Fac de Droit - Saint-Laurent - 30 : Villejean - Beauregard - Patton - Saint-Laurent - Beaulieu - Beaulieu Atalante - 32 : Cleunay - Stade Rennais - Villejean-Université - Beauregard - Launay - 33a : Saint-Jacques - Bréquigny - Henri Fréville - Clemenceau - La Poterie - Chantepie - 33b : Saint-Jacques - Bréquigny - Henri Fréville - Clemenceau - La Poterie - Beaulieu - Beaulieu Atalante - 34 : La Poterie - ZI - Sud-Est - Cesson Sévigné - 40ex : République - Beaulieu Atalante - 41ex : Gares - Beaulieu Atalante Lignes suburbaines - 50 : Sainte-Anne - Thorigné-Fouillard - 51 : Sainte-Anne - Betton - 52 : Villejean-Université - La Chapelle-des-Fougeretz - 53 : République - Vezin-le-Coquet - La Chapelle-Thouarault - 54 : Charles de Gaulle - Le Rheu - Cintré - 55 : Charles de Gaulle - Mordelles - 56 : Charles de Gaulle - Moigné - Chavagné - 57 : République - Saint-Jacques-de-la-Lande - Campus de Ker Lann (prolongée à Bruz en septembre 2004) - 59 : Clemenceau - Bruz (terminus Clemenceau ramené à Henri Fréville en septembre 2004) - 60 : Clemenceau - Pont-Péan (terminus Clemenceau ramené à Henri Fréville en septembre 2004) - 61 : Triangle - Noyal-Châtillon-sur-Seiche - Saint-Erblon - 62 : La Poterie - Vern-sur-Seiche - 63 : Gares - Saint-Jacques-de-la-Lande - Bruz - Pont-Réan - 64 : République - Beaulieu - Acigné - 65 : Villejean-Université - Pacé - 66 : Villejean-Université - Saint-Gilles - 67 : République - Cesson-Sévigné - Noyal-sur-Vilaine - Brécé - 68 : Villejean-Université - Gévézé - 69 : Villejean-Université - Pacé - Parthenay-de-Bretagne - Clayes - 70 : Gares - Saint-Sulpice-la-Forêt - 71 : Sainte-Anne - Betton - Chevaigné - 72 : Clemenceau - Chartres-de-Bretagne (terminus Clemenceau ramené à Henri Fréville en septembre 2004) - 73 : La Poterie - Corps-Nuds - Saint-Armel - 74 : Triangle - Orgères (prolongée à Bourgbarré en septembre 2004) - 75 : La Poterie - Nouvoitou (créée en septembre 2004) - 90 : Acigné - Noyal-sur-Vilaine - 91 : Bruz - Chartres-de-Bretagne - Noyal-Châtillon-sur-Seiche - 92 : Cesson-Sévigné - Thorigné-Fouillard - 100 : Saint-Jacques - Clemenceau (terminus Clemenceau ramené à Henri Fréville en septembre 2004) |

La réorganisation des lignes de bus urbaines et suburbaines, liée à l'arrivée du métro ont accru la fréquentation des transports en commun. Depuis le début des années 2000, le nombre de voyages effectués sur le réseau a doublé, pour arriver à environ 70 millions par an en 2012, soit plus de 170 voyages par habitant et par an.
Le réseau continue de s'agrandir en 2004 avec la création de la ligne 75 (Rennes-Nouvoitou) à la suite de l'élargissement de Rennes Métropole,. Le terminus des lignes suburbaines à Clemenceau est reporté à Henri Fréville, tandis que la ligne 57 est prolongée à Bruz. Enfin, les lignes urbaines 1 et 5 fusionnent.
Le 1er janvier 2005 à l'inverse, la ligne 67 ne dessert plus aucun arrêt à Noyal-sur-Vilaine à la suite de son retrait de Rennes Métropole, elle passe depuis cette date par la voie rapide pour rejoindre Brécé. La ligne 90 (Acigné-Gare de Noyal) est supprimée le 3 janvier suivant pour la même raison.
En septembre 2005, les lignes 76ex (Villejean - Vezin-le-Coquet - Le Rheu) et 93 (Cintré-Gare de l'Hermitage) voient le jour. Le terminus de la ligne 70 est ramené de la gare à Sainte-Anne et la ligne 91 est prolongée jusqu'à Pont-Réan,.
En septembre 2006, la ligne 77 est créée entre Rennes et Pacé afin d'accompagner le développement de la commune.
Entre 2006 et 2009, afin de renforcer la desserte des communes périphériques, plusieurs lignes express interurbaines sont créées afin de desservir le plus rapidement possible les centres des communes périphériques,,, : 150ex, 154ex, 155ex, 157ex, Ker lann ex, 159ex, 161ex et 164ex.
Du côté du réseau urbain, la desserte de Saint-Jacques-de-la-Lande est considérablement renforcée le 27 août 2007 : la ligne 1, devenant une ligne majeure, est restructurée pour desservir la commune jusqu'au quartier de la Monniais, qui n'était desservie que par la ligne suburbaine 57. L'ancien tracé vers les quartiers sud de Rennes est repris par la ligne 18, la ligne 42ex voit le jour en complément de la ligne 11 dans la ZI Sud-Est, tandis que la ligne 10 est recentrée sur son rôle de liaison inter-campus : la ligne 30 reprends les tronçons abandonnés et absorbe la ligne 32. Enfin, une nouvelle ligne 96 voit le jour entre Le Verger et Mordelles et des navettes sont créées pour desservir le MusikHall les jours d'événements,.
Le 1er septembre 2008, la desserte de sept communes du Nord-Ouest est renforcée, en lien notamment avec l'ouverture d'Ikea : fusion des lignes 52 et 66, fusion des lignes 65 et 69, nouveau trajet pour la ligne 77, création de la ligne 78 pour Saint-Grégoire et Betton et en parallèle de la ligne 44ex complétant la ligne 3.
Jusqu'au 31 août 2009, la numérotation des lignes urbaines était héritée de l'évolution du réseau, sans continuité dans la numérotation : les lignes 1, 2, 3, 6, 10, 15, 16, 17, 18, 19. Cette numérotation est modifiée pour la rentrée, et le service de plusieurs lignes est renforcé de façon que les lignes majeures occupent les 9 premiers numéros : Les lignes 15, 17, 18 et 19, deviennent 5, 7, 8 et 9, la 16 devient la 4 et la ligne 10 devient 31 et est classée comme ligne interquartier,. Cette modification s'accompagne de la mise en place de nouveaux arrêts de bus, où la signalétique reprend la signature de couleur de la ligne. La ligne 44ex devient 44, la ligne 96 est supprimée, la ligne 55 assure seule la desserte du Verger tandis que les lignes 59 et 62 fusionnent en tant que ligne 59 et la ligne 33a/33b est simplifiée en deux lignes distinctes, respectivement numérotées 33 et 32,.

### Évolutions du réseau de bus dans les années 2010
| 2004 | 2009 | 2011 | 2014 | 2015 | 2016 |
| ---- | ---- | ---- | ---- | ---- | ---- |
| 1    | 1    | 1    | 1    | 1    | C1   |
| 2    | 2    | 2    | 2    | C2   | C2   |
| 3    | 3    | 3    | 3    | C3   | C3   |
| 16   | 4    | 4    | C4   | C4   | C4   |
| 15   | 5    | 5    | 5    | 5    | C5   |
| 6    | 6    | 6    | 6    | 6    | C6   |
| 17   | 7    | -    | -    | -    | -    |
| 18   | 8    | 8    | 8    | 12   | 12   |
| 19   | 9    | 9    | 9    | 9    | 9    |
| 10   | 31   | 31   | 31   | 31   | 31   |
| 30   | 30   | 30   | 14   | 14   | 14   |
| 33a  | 33   | 33   | 33   | 33   | 13   |
| 33b  | 32   | 32   | 32   | 32   | 32   |
| 100  | 100  | 90   | 37   | 37   | 37   |

Le 30 août 2010, la nouvelle ligne 94 voit le jour en renfort des lignes 70 et 71, la ligne 60 est absorbée par la ligne 72, à l'instar de la 72/60 opérée en heures creuses tandis que cinq nouvelles lignes express suburbaines voient le jour (151ex, 153ex, 156ex, 172ex et 173ex),.
Le 5 septembre 2011, les lignes 1 (Saint-Jacques - Chêne-Germain), 6 (République - Cesson) et 7 (République - Chantepie) sont restructurées : la ligne 1 absorbe la ligne 7 et abandonne son tronçon République - Saint-Jacques à la ligne 6, la ligne 35 (Cesson Gare-Beaulieu) voit le jour et la ligne 100 devient la ligne 90 ; l'offre scolaire est restructurée autour des lignes complémentaires (numéros en 200) ouvertes à tous et aux lignes « Ts » réservée aux scolaires. Enfin, les lignes 43ex (Gare - Joliot Curie), 45ex (Villejean - Lande du Breil) et 92 (Cesson - Thorigné) sont transformées en lignes complémentaires scolaires,.
Le 3 septembre 2012, la ligne 79 voit le jour pour desservir la commune de Laillé qui intègre Rennes Métropole cette année là. Le terminus des lignes suburbaines à Sainte-Anne est reporté à Place Hoche en 2012.
La ligne 93 (Cintré-Gare de l'Hermitage) est supprimée courant 2013. L'appellation « lignes métropolitaines » pour désigner les lignes périurbaines voit le jour en septembre 2013 tandis que la ligne 167ex voit le jour,.
Le 1er janvier 2014, le réseau s'étend aux communes de Bécherel, La Chapelle-Chaussée, Langan, Miniac-sous-Bécherel et Romillé avec la création des lignes 81 (Romillé-Rennes) et 96 (Miniac-Romillé-La Chapelle), cette dernière est remplacée le 31 août 2015 par la ligne 82 (Rennes-Miniac).
Le 1er septembre 2014, un nouveau service est créé : Chronostar. Concernant en premier lieu la ligne 4, renommée C4, avec une fréquence garantie d'un bus toutes les huit minutes de 7 à 20 h en semaine et des véhicules articulés disposant d'une livrée spécifique, et d'un itinéraire utilisant des voies réservées. La ligne 11 est complètement réorganisée et renforcée dans la ZI Sud-Est et est prolongée pour desservir La Poterie, la ligne 42ex disparaît à l'occasion, la ligne 30 devient la ligne 14, la ligne 90 devient la ligne 37 et la ligne 168ex voit le jour,.
Le 31 août 2015, les lignes 2 et 3 deviennent à leur tour des lignes Chronostar, les C2 et C3, et la première est prolongée à Saint-Grégoire à la place de la ligne majeure 8 qui devient la ligne urbaine 12. Depuis cette date, ces trois lignes (C2 à C4) ont des fréquences de 7 à 10 minutes en journée. Une seconde ligne STAR de nuit est créée en desservant un axe Nord-Sud à Rennes. Une ligne 95 reliant Bruz à Laillé est mise en service tandis que la ligne 96 créée l'année précédente est remplacée par la ligne 82 (Rennes-Miniac), ne nécessitant plus de correspondances pour Rennes,.
Le 29 août 2016, c'est au tour des lignes 1, 5 et 6 devenir des Chronostar sous les indices C1, C5 et C6, les six Chronostar ont des fréquences de 7 à 12 minutes ; la ligne 9 devient une ligne « urbaine » faisant ainsi disparaitre le label « ligne majeure », la ligne urbaine 13 est créée par renumérotation de la ligne inter-quartiers 33, la ligne 38 voit le jour tandis que la ligne 59 est rescindée en deux lignes 59 et 62. La ligne 95, créée l'année précédente est supprimée faute de fréquentation.
Le 4 septembre 2017, une nouvelle ligne 80 voit le jour pour compléter la desserte de Laillé,. La ligne 38 est pérennisée à l'issue de son expérimentation.
Le 3 septembre 2018, deux nouvelles lignes sont créés : la 89 entre La Poterie et le crématorium de Vern-sur-Seiche (en transport à la demande) et la ligne 90 entre Bruz et le site de la DGA-MI. En parallèle, la ligne 40ex devient la ligne 40 et perd son caractère express puisqu'elle dessert tous les arrêts de la C4 de la gare jusqu'au campus de Beaulieu.
La ligne de bus C6 est prolongée jusqu'à l'aéroport de Rennes en avril 2019.
Faute de fréquentation, la ligne 89 est supprimée le 2 septembre 2019 au bout d'un an de service tandis que la ligne 165ex voit le jour,.

### Évolutions du réseau de bus dans les années 2020
La pandémie de Covid-19 a eu un impact sur l'organisation du réseau, entre les confinements et les couvre-feu : ainsi, l'offre régulière a été arrêté fin 2020 après 22 h à 23 h, remplacée par du transport à la demande tant que la fréquentation reste faible.
Avec l'arrivée de la ligne B du métro, le nombre de bus transitant par la place de la République va diminuer de 22 %, plusieurs lignes périurbaines sont rabattues aux stations de métro périphériques, mais un million de kilomètres parcourus par les bus vont être déportés sur pour renforcer le réseau métropolitain.
Si la 2e du métro est ouverte le 20 septembre 2022, le réseau de bus est restructuré un mois plus tard, le 24 octobre,,, :
- La ligne C1 se dote d'un nouvel itinéraire en centre-ville ;
- La ligne C2 se dote d'un nouveau trajet entre République et Gares par les quais et l'avenue Janvier ;
- La ligne C3 reprend le tronçon République-Patton de la ligne C5 ;
- La ligne C4 se dote d'un nouveau trajet dans le campus de Beaulieu ;
- La ligne C5 reprend le tronçon République-Saint-Laurent de la ligne C3 ;
- La ligne C6 se dote d'un nouvel itinéraire en centre-ville afin d'assurer la correspondance avec la station Colombier puis La-Criée ;
- La nouvelle ligne C7 remplace la ligne 57 entre la station Saint-Jacques - Gaîté et Bruz avec un trajet plus rapide ;
- La nouvelle ligne C7ex remplace les lignes 157ex et Ker Lann ex et viendra en complément de la C7 ;
- La nouvelle ligne 10 remplace le tronçon Malakoff-Cleunay de la ligne 9, le tronçon Malakoff-Saint-Laurent étant supprimé, puis reprend le tronçon Brest-Verdun-Beaulieu de la ligne 31 qui est elle aussi supprimée ;
- La ligne 11 se dote d'un nouveau trajet au niveau du TNB et de la zone d'activités Ouest ;
- La ligne 12 se dote d'un nouvel itinéraire en centre-ville ;
- La ligne 13 abandonne la desserte de la branche de Cleunay au profit de celle de Saint-Jacques, prolongée jusqu'au parc des expositions et passant par la station de métro Saint-Jacques - Gaîté ;
- La ligne 14 change de trajet dans le campus de Beaulieu et est prolongée à Cesson-Sévigné - Monniais aux heures de pointe, en remplaçant en partie la ligne 35 ;
- La ligne 32 se dote d'un nouvel itinéraire nord-sud de Saint-Grégoire Edonia jusqu'au centre commercial Alma, remplaçant au passage la ligne 36 qui est supprimée ;
- La ligne 34 se dote d'un nouvel itinéraire à Cesson-Sévigné et au campus de Beaulieu, en remplaçant en partie la ligne 35 ;
- La ligne 37 se dote d'un nouvel itinéraire afin d'assurer la correspondance avec la station Saint-Jacques - Gaîté ;
- La nouvelle ligne 39 relie le centre de Saint-Grégoire et son quartier de Maison-Blanche ;
- Les lignes express urbaines (40, 41ex et 44) sont supprimées ;
- La nouvelle navette de centre-ville, gratuite, est mise en service dans le centre-ville nord, en correspondance notamment avec les stations de métro République et Sainte-Anne, en lien avec l'expérimentation de la zone à trafic limité (ZTL) qui devait initialement débuter en juillet 2022[151].
- La ligne 50 est rabattue sur la station Cesson - Viasilva ;
- Les lignes 51, 70 et 71 sont rabattues sur la station Les Gayeulles et la 71 est prolongée au nord pour remplacer la ligne 94 qui est supprimée ;
- Les lignes 54 et 154ex desservent les nouveaux quartiers du Rheu et sont prolongées pour mieux desservir Cintré ;
- La ligne 155ex est dotée d'un aller-retour desservant la commune du Verger ;
- La ligne 156ex est complètement revue en termes de trajet afin de créer une liaison entre Chavagne, la station Saint-Jacques - Gaîté et le centre de Rennes ;
- Les lignes 64 et 164ex sont rabattues sur la station Cesson - Viasilva ;
- Les lignes 67 et 167ex se dotent d'un nouvel itinéraire plus direct et empruntant plus longuement l'axe Est-Ouest ;
- Les lignes 75 et 78 sont complétées aux heures de pointe par les nouvelles lignes 175ex et 178ex ;
- La nouvelle ligne 83 relie Betton et Thorigné-Fouillard via les stations Les Gayeulles et Cesson - Viasilva et remplace les lignes 150ex et 151ex ;
- Sur la plupart des autres lignes métropolitaines, les horaires sont renforcés et l'amplitude horaire étendue en soirée ;
- La ligne Star de nuit N1 est scindée en deux lignes : La N1 entre République et Villejean et la N4 entre République et Beaulieu ;
- La ligne Star de nuit N2 est scindée en deux lignes : La N2 entre République et La Poterie et la N5 entre République et Parc Gayeulles ;
- La nouvelle ligne N3 relie République au campus de Ker Lann via Cleunay.

Le 3 janvier 2023, la ligne 63 (ligne 10 du réseau BreizhGo) est rabattue à son tour sur la station Saint-Jacques - Gaîté mais avec un prolongement en heures de pointe soit à la gare routière de Rennes en passant soit par le quartier de la Courrouze soit au lycée Bréquigny.
Le 17 avril 2023, la gare bus définitive de la station Cesson - Viasilva est mise en service et implique quelques modifications ultérieures comme le déplacement du terminus de la ligne C1 en son sein et de l'adaptation de l'itinéraire de la ligne 34 pour desservir le quartier éponyme.
Le 12 février 2024 un réseau temporaire est mis en place pour pallier l'arrêt prolongé de la ligne B du métro en vigueur depuis le 3 janvier 2024 : les lignes C1, C4, C5 et C6 sont renforcées pour faire face à la hausse de la fréquentation induite par l'arrêt du métro, la ligne C3 est déviée par la gare de Rennes au lieu de la place de la république, la ligne C4 est déviée pour desservir la station Beaulieu-Université, les lignes C7 et C7ex sont prolongées jusqu'à la station Charles de Gaulle et une ligne C8 est mise en service entre la Porte de Cleunay et Les Gayeulles en suivant le trajet des lignes 10 et Bus relais métro, cette dernière étant arrêtée à la suite de cette nouvelle offre. La ligne 12 est rétablie sur deux tronçons : de Villejean-Université à Grand Quartier au nord et de Jacques Cartier à La Poterie au sud. Des lignes à vocation scolaire 20B, 21B et 22B sont mises en service pour remplacer partiellement les lignes 32 et 34 et les lignes 50, 64 et 70 desserviront la station Atalante pour mieux desservir le campus. Les lignes 10, 32, 34 et la navette de centre-ville restent suspendues jusqu'à la reprise du métro.
La réouverture de la ligne B a lieu le 20 juin 2024, bien que l'offre temporaire du réseau de bus reste en place jusqu'au 8 juillet 2024 et certaines adaptations seront pérennisées ; les lignes 32 et 34 sont remises en service dès le 24 tandis que la navette de centre-ville ne reprend qu'en septembre 2024 à cause de travaux,,.
En septembre 2024, les derniers départs des lignes métropolitaines desservant les communes de plus de 4 000 habitants (Bourgbarré, Chavagne, Gévezé, La Chapelle-des-Fougeretz, Laillé, L'Hermitage, Montgermont, Orgères, Pont-Péan, Romillé, Saint-Erblon, Saint-Gilles et Vezin-le-Coquet) sont poussés jusqu'à 21 h 45, tandis que les lignes C1 et C2 sont réorganisées ainsi : la C1 relie Saint-Grégoire à Chantepie — soit le tracé de la future ligne T3 du Trambus de Rennes — et la C2 relie Cesson - Viasilva à Haut-Sancé. L'offre est augmentée sur les lignes C4, C5, C6, C7, 74, 76, 77, 154ex et 161ex et les itinéraires des lignes 61 et 67 sont revus. Enfin, l'expérimentation de la ligne 39 est prolongée d'un an.
En septembre 2025, la desserte de Betton est revue, notamment pour limiter les traversées des passages à niveaux de la commune par les bus avec un nouvel itinéraire plus direct pour la ligne 51 pour rejoindre le métro, la ligne 70 (circulant désormais tous les jours) dessert la commune avec un nouveau terminus à la station Gayeulles au lieu de Viasilva et la ligne 71 perd en conséquence son itinéraire modifié du weekend, les lignes 78 et 178ex sont prolongées en heures de pointe de Betton jusqu'à la station Viasilva et la ligne 83 est raccourcie, perdant la desserte de Betton ; en parallèle la ligne complémentaire 205 devient une ligne régulière, la 35,. Le no 63, qui désignait la partie urbaine de la ligne 510 de BreizhGo est également abandonné à cette même date au profit du seul numéro régional.

### L'axe Est-Ouest

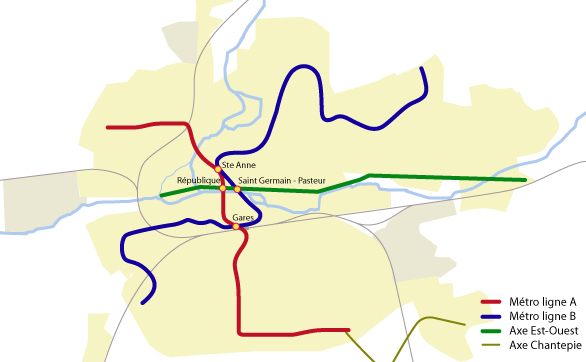
Les grands axes des transports de Rennes Métropole à l'horizon 2022.

La définition du plan de déplacement des transports en commun comprend entre autres la réalisation de l'Axe Est-Ouest, un ensemble de voies entièrement en site propre traversant la ville. Correspondant principalement en 2024 au tracé des lignes C4 et C6, ce tracé est prévu pour mettre en place un axe prioritaire de bus, permettant de pratiquer des vitesses de 22 km/h de moyenne. La première tranche, ouverte en 2000 a été complétée par une deuxième tranche (Pont de Strasbourg/Tournebride), dont les travaux ont débuté en 2012 d'après le calendrier prévisionnel. Fini en 2013, cet axe est long de sept kilomètres et relie Rennes à Cesson-Sévigné, il met cette dernière à 20 minutes de la place de la République.

### L'intermodalité et la carteKorriGo

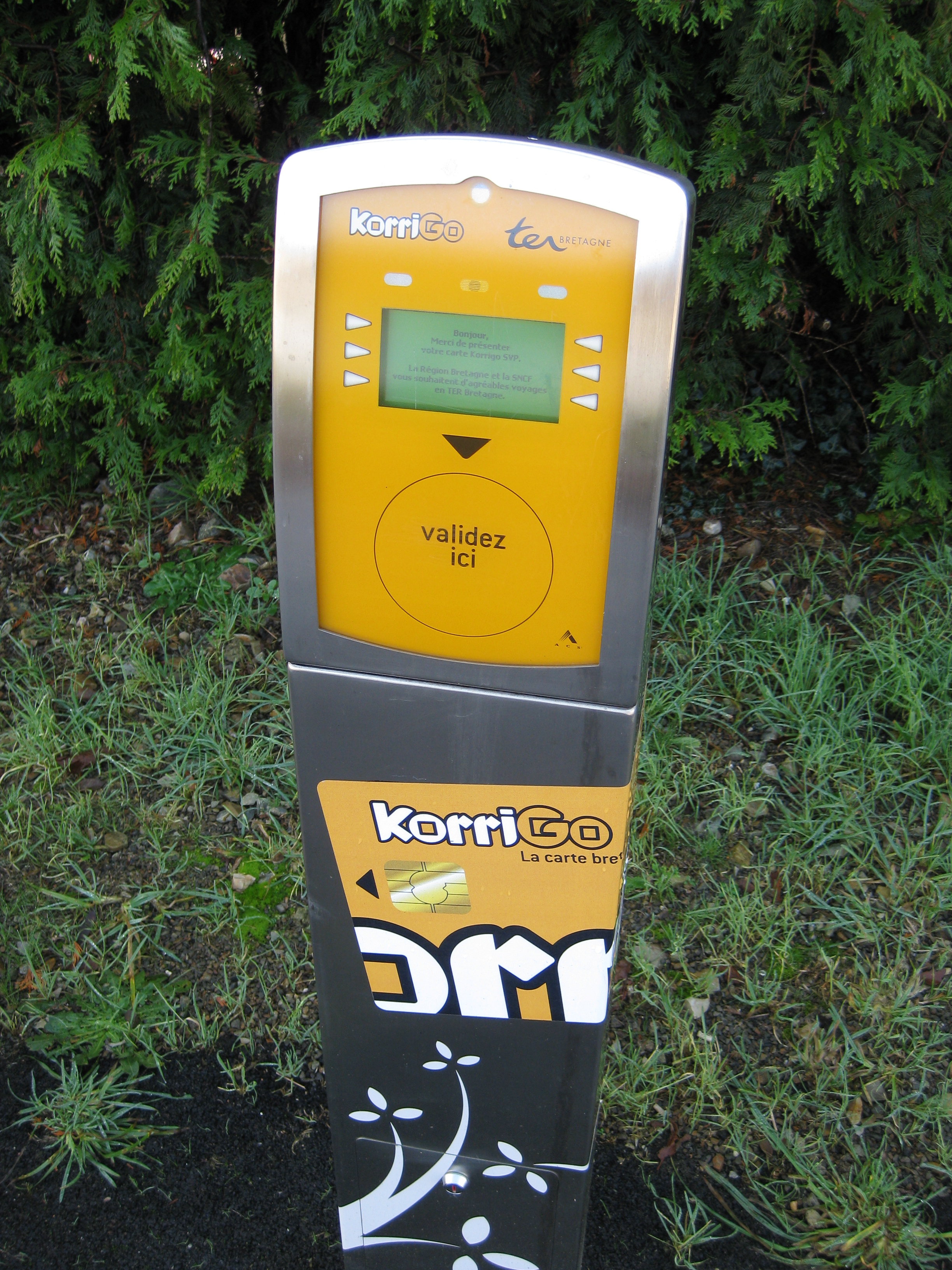
Validateur KorriGo TER Bretagne

Le 1er mars 2006 est mise en place la carte KorriGo, destinée à faciliter les déplacements intermodaux à Rennes. Cette carte, d'abord à l'essai sur la métropole, est déployée par la suite et de façon progressive sur toute la Bretagne. Elle permet de charger différents titres de transports afin de voyager sur les réseaux STAR, Illenoo et sur une partie des TER Bretagne.

### Open data
Le 1er mars 2010, Keolis Rennes a ouvert ses données non nominatives et liées au territoire rennais sous une licence Creative Commons, afin que, dans le cadre d'une démarche d'open data, les utilisateurs puissent créer des supports d'information  enrichis sur les transports rennais. Cette opération est une première en France.

## Les transports de demain

### Création de lignes de bus à haut niveau de service

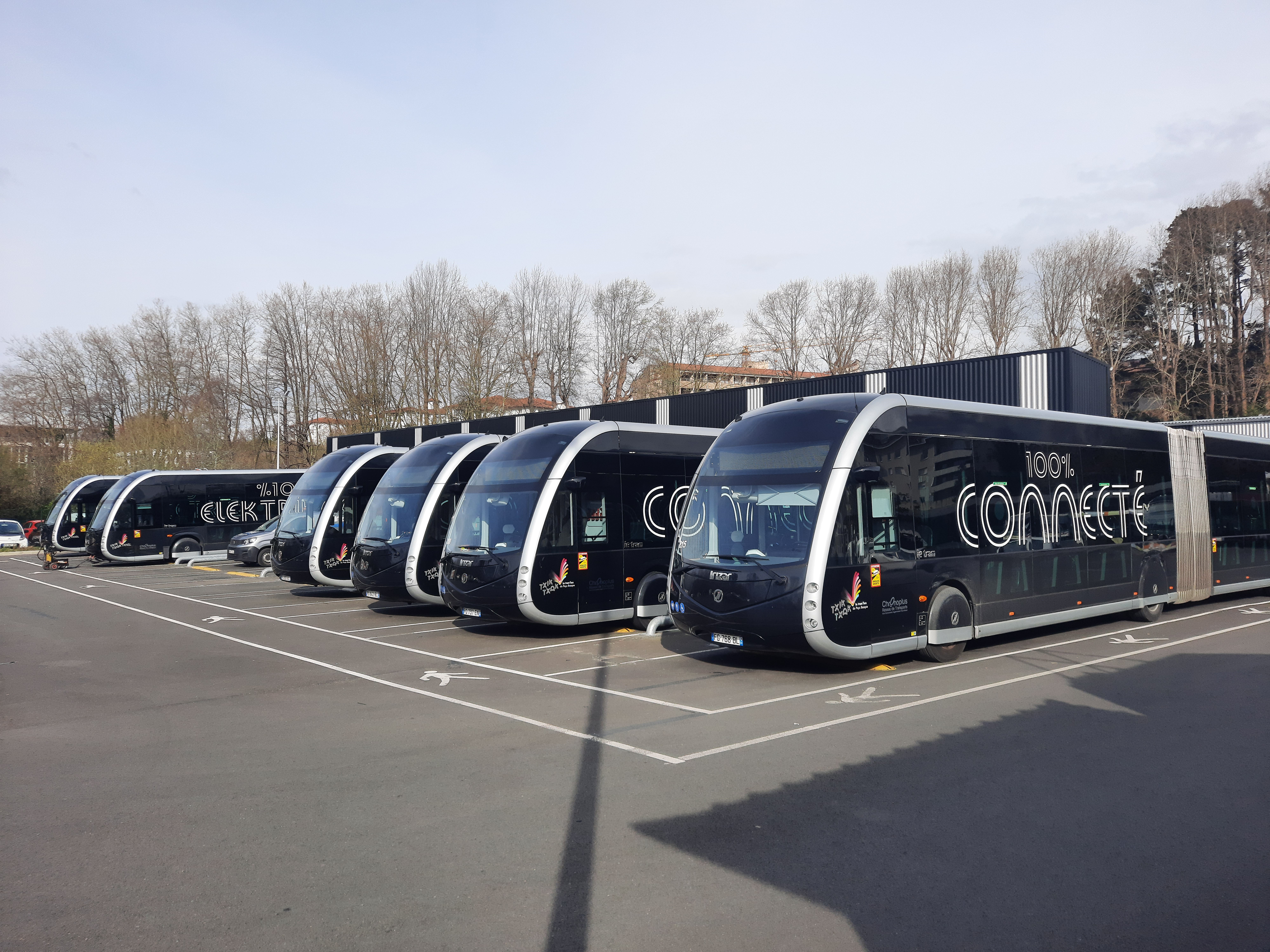
À Bayonne, le BHNS se nomme lui aussi « trambus » et est exploité à l'aide d'autobus articulés électriques possédant une esthétique rappelant celle d'un tramway.

Une étude menée en 2019 a incité Rennes Métropole à abandonner l'extension de la ligne A à Chantepie, les extensions de la ligne B et à écarter l'hypothèse du tramway sur les autres axes étudiés,.
Ces quatre lignes de bus au service renforcée, bien que baptisées du terme « trambus » laissant penser qu'il s'agit s'agit de tramway, seront mises en service entre 2027 et 2030.

### Vers un réseau de bus 100% électrique et gaz naturel

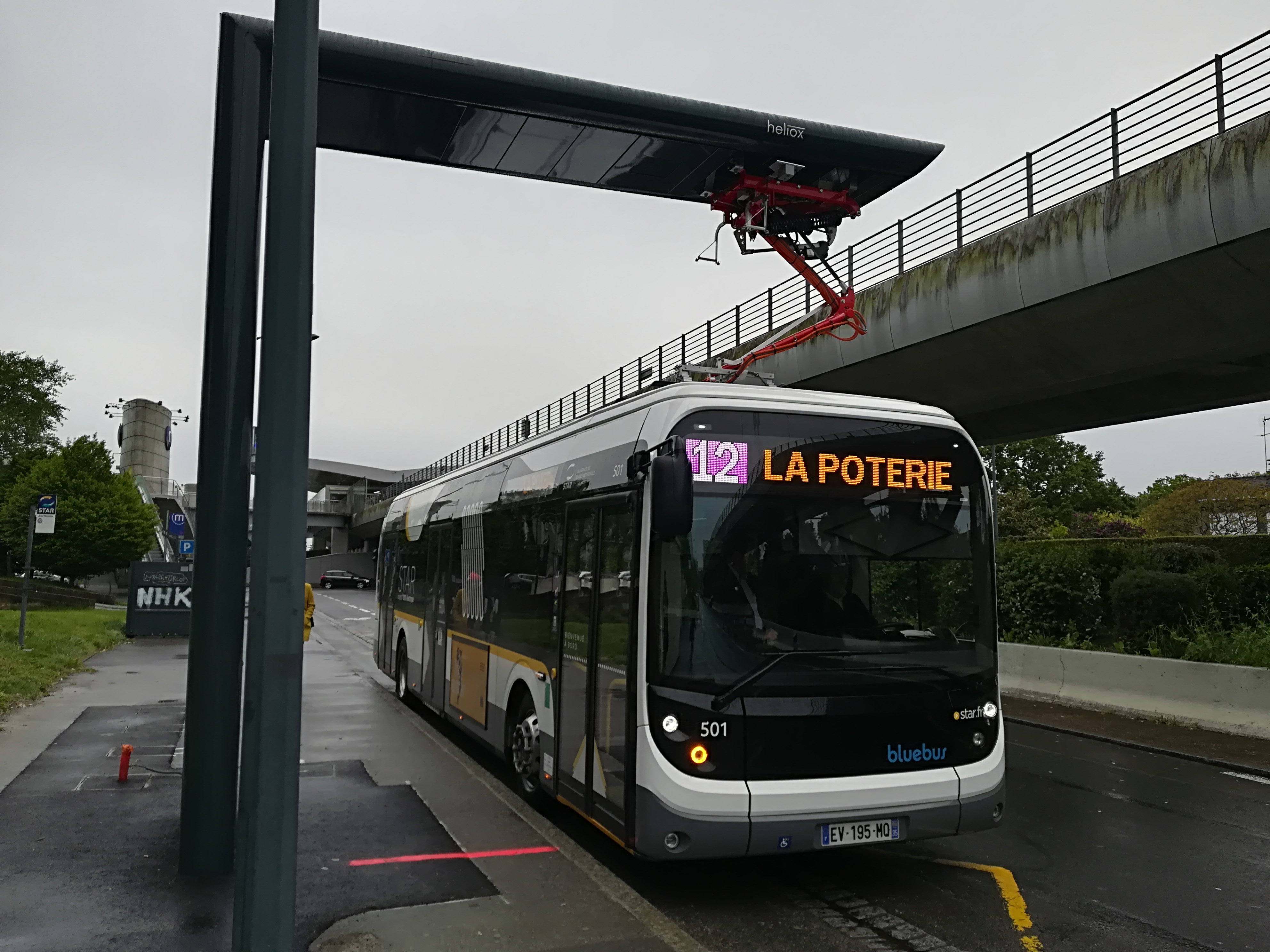
Un Bluebus en cours de recharge à son terminus de La Poterie.

En avril 2016, durant le conseil communautaire de Rennes Métropole, une annonce a été faite indiquant que « d'ici à 2030 » l'ensemble des bus du réseau seront électriques. Les premières expérimentations commencent en 2018 sur la ligne 12 avec des autobus standards et d'ici à 2019 sur la ligne C6 avec des autobus standards et articulés, tous sont des Bluebus construits par le groupe Bolloré, Rennes sera la première ville à disposer de la version articulée.
Le 15 novembre 2018, une ligne (numérotée 100) exploitée en minibus autonomes sans conducteur est mise en service pour une expérimentation de six mois dans le campus de Beaulieu.
La première livraison massive de bus électriques destinés aux lignes urbaines, 92 exemplaires du Mercedes-Benz eCitaro dont 59 bus articulés ont été commandés en 2020, s'étalera entre 2022 et 2025.
Pour les lignes métropolitaines, le choix a finalement été fait de les convertir au gaz naturel pour véhicules, les premiers véhicules sont reçus en 2021 ; propriété de Rennes Métropole, ils sont répartis ensuite chez les sous-traitants.

## Préservation du matériel
Quelques bus anciens de Rennes et d'Ille-et-Vilaine pour la plupart ont été préservés à l'initiative de passionnés travaillant pour Keolis Rennes, au sein de l'association Rétro bus Rennais (initialement nommée Interconnexion) : le Renault SC 10 R no 148, le MAN/Saviem SG 220 no 337, le Renault PR 180.2 no 454 (qui sert de banque de pièces et qui a remplacé le PR 180 MIPS no 437 qui est parti à la ferraille), le seul des deux Renault PR 120S construits encore en état de rouler, un Renault PR 112 et trois Heuliez GX 187 : les 709 et 710 du réseau Zéphir Bus de Cherbourg-en-Cotentin, le second servant de banque de pièces, et le 87 des Transports urbains lavallois.
Le MGT no 48, construit en 1951 et retiré du service en 1974, est préservé par l'AMTUIR.